# عملية تن غو
عملية تن-غو (باليابانية: 天号作戦)، وتُقرأ تن-غو ساكسن ، أي عملية الجنة، هي خطة لعملية بحرية يابانية جرت عام 1945 وتألفت من أربعة سيناريوهات مُحتملة. اعتبر أول سيناريو لها، المعروف باسم عملية الجنة-1 أو (باليابانية:  天 一号)، وتُقرأ تن-إيتشي-غو، آخر عملية بحرية يابانية كُبرى تقع في مسرح عمليات المحيط الهادئ خلال الحرب العالمية الثانية. تُعرف المعركة الناتجة عن العملية أيضاً باسم معركة بحر الصين الشرقي.
في أبريل 1945، أبحرت السفينة الحربية اليابانية ياماتو (أكبر بارجة في العالم حينها وإلى الآن)، إلى جانب تسع سفن حربية يابانية أخرى من اليابان، لشن هجوم انتحاري مدبر ضد قوات الحلفاء المشاركة في معركة أوكيناوا. لكن الطائرات الأمريكية المنطلقة من حاملات الطائرات هاجمت القوة اليابانية وأجبرتها على التوقف، مُدمرةً إياها تقريباً، قبل أن تصل إلى أوكيناوا، كانت نتيجة المعركة غرق ياماتو وخمس سفن حربية يابانية أخرى.
أظهرت المعركة تفوق الولايات المتحدة الجوي في المسرح الآسيوي والهادئ خلال تلك المرحلة من الحرب وإمكانية تعرض سفن السطح التي تفتقر إلى الغطاء الجوي إلى هجوم من الجو. كما أبرزت استعداد اليابان للتضحية بكامل أسطولها، بما فيها فخر بحريتها، البارجة ياماتو، لشن هجمات كاميكازي يائسة بهدف إعاقة تقدم الحلفاء في الجزر اليابانية.

## خلفية تاريخية
بحلول أوائل عام 1945، عقب حملة جزر سليمان ومعركة بحر الفلبين ومعركة خليج ليتي، تقلص أسطول البحرية الإمبراطورية اليابانية المشترك الذي كان فيما مضى أسطولاً هائلاً، ليُصبح حفنة من السفن الحربية العاملة وعدد قليل من الطائرات وأطقمها. وقد تمركزت معظم السفن الحربية المتبقية من الأسطول المُشترك في الموانئ اليابانية، مع بقاء معظم السفن الكبيرة في كورشي (هيروشيما).
خلال المرحلة الأخيرة قبل غزو جزر الأرخبيل الياباني المُدبر له، عندما غزت قوات الحلفاء أوكيناوا في 1 أبريل 1945 وفي شهر مارس، أثناء إحاطة الإمبراطور هيروهيتو بخصوص الرد الياباني على غزو أوكيناوا المتوقع، أَوْضَح قادة الجيش الياباني أن الجيش الإمبراطوري الياباني يخطط لهجمات جوية واسعة النطاق، بما في ذلك استخدام هجمات الكاميكازي. حينها تساءل الإمبراطور كما وَرَد، «لكن ماذا عن البحرية؟ ماذا تفعل بشأن تعزيز الدفاع عن أوكيناوا؟ ألا يوجد لدينا سفناً أخرى؟» حينها شعر قادة البحرية  بالضغط من جهة الإمبراطور أيضاً لشن هُجوم ما، لذلك رأوا أن تنفذ سفنهم الكبيرة العاملة المتبقية، بما في ذلك البارجة ياماتو، مهمة انتحارية.
دعت الخطة النهائية، التي صيغت تحت إشراف القائد الأعلى للأسطول المشترك، الأدميرال تويودا سويمو، البارجة ياماتو والسفن المرافقة لها إلى مهاجمة الأسطول الأمريكي الذي يساند قوات الإنزال الأمريكية غرب جزيرة أوكيناوا. توجب على ياماتو ومرافقاتها شق طريقهن إلى أوكيناوا ومن ثَمَ السير بمحاذاة الساحل بين هيجاشي ويوميتان ومقاومة المدفعية الساحلية حتى تدميرهن. وبمجرد أن تُدمر السفن، يتخلى عنها أفراد طواقمها الناجين كما كان مفترض ويقاتلوا القوات الأمريكية على اليابسة. ولأن إمكانية توفير غطاء جوي للسفن سيكون ضعيف للغاية، هذا إن وجد، مما سيجعل السفن عاجزة تقريباً عن مقاومة الهجمات المكثفة التي ستشنها الطائرات الأمريكية من على متن حاملاتها. ومن أجل التحضير لتنفيذ هذه الخطة، غادرت السفن الموكلة بالمهمة ميناء كورشي إلى توكوياما، قبالة ميتاجيري، في 29 مارس. لكن على الرغم من إطاعة اللواء البحري سيتشي ايتو (قائد قوة تن-غو) لأوامر التحضير للمهمة، فإنه في الواقع كان لا يزال رافضاً أن يأمر سفنه بتنفيذها، ظناً منه أن الخطة عقيمة وبلا طائل.
كان لدى القادة الآخرين في البحرية الإمبراطورية اليابانية مشاعر سلبية للغاية أيضاً تجاه العملية، معتقدين أنها تبديد للموارد البشرية والوقود. فقد انتقد القبطان أتسوشي أُوي، الذي قاد الأساطيل المُرافقة، العملية حينما تحول الوقود والموارد عن عمليته. وعندما أخبروه أن الهدف من هذه العملية، «تراث البحرية ومجدها»، صرخ قائلاً: «هذه الحرب من أجل أمتنا ولماذا يجب أن يحظى شرف أسطول السطح خاصتنا باحترام أكثر؟ من يهتم بمجده؟ أيها الحمقى الملاعين!»
في 5 أبريل، طار رئيس أركان الأسطول المشترك، الأدميرال ريونوسوكي كوساكا من طوكيو إلى توكوياما  في محاولة أخيرة لإقناع القادة المجتمعين للأسطول المُشترك، بمن فيهم الأدميرال ايتو، بقبول الخطة. ولدى سماعهم لأول مرة عن العملية المُقترحة، التي أبقيت سرية عن مُعظمهم، انضم قادة الأسطول المشترك وقباطنته بالإجماع إلى الأدميرال ايتو في رفضه إياها لنفس الأسباب التي ذكرها. حينذاك أوضح الأدميرال كوساكا أن هُجوم البحرية سيساعد على تحويل الطائرات الأمريكية عن هجمات الكاميكازي التي يخططها الجيش على الأسطول الأمريكي في أوكيناوا. كما أوضح أن القيادة الوطنية اليابانية، بما في ذلك الإمبراطور، تتوقع أن تبذل القوات البحرية قصارى جهدها لمؤازرة الدفاع عن أوكيناوا.
لدى سماعهم ذلك، تراجع قادة الأسطول المشترك عن قرارهم وقبلوا الخطة المقترحة. اطلع أطقم السفن على طبيعة المهمة وأتيحت لهم الفرصة بالتخلف عنها إذا رغبوا في ذلك، لكن لم يتخلف أحداً منهم. ومع ذلك، فإن قرابة 80 فرداً من الأطقم الذين كانوا إما مستجدين أو مرضى أو مُقْعَدين، أُمروا بمغادرة السفن، من بينهم 67 طالباً بحرياً من أكاديمية إتاجيما البحرية من الفرقة 74 الذين وصلوا إلى البارجة قبل ثلاثة أيام. حينها انخرط أطقم السفن في بعض التدريبات المكثفة في اللحظات الأخيرة من التحضير للمهمة، كان أغلبها إجراءات الحد من الأضرار. وفي منتصف الليل، زودت السفن بالوقود. وكما ذكرت التقارير، ففي تحدي سري لأوامر تزويد السفن بالوقود الكافي فقط لتصل إلى أوكيناوا، أعطى عمال ميناء توكوياما في الواقع البارجة ياماتو والسفن الأخرى كل الوقود المتبقي في الميناء تقريباً، على الرغم من أن ذلك ربما لم يكن كافياً للسماح بعودة القوة إلى اليابان من أوكيناوا. وخلال مراسم التوديع، شرب الضباط والجنود الساكي معاً.

## التمهيد للمعركة

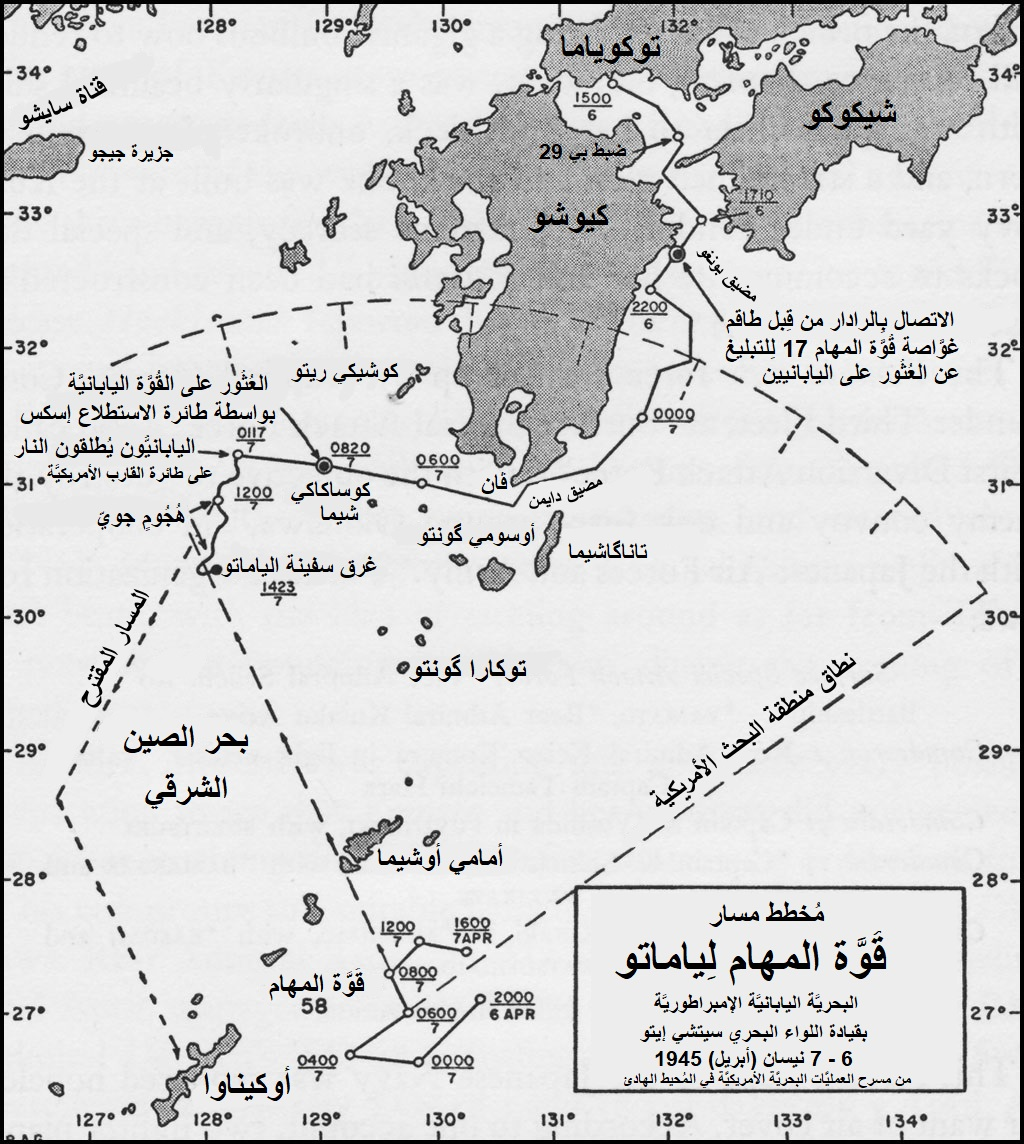
خط سير قوة الهُجوم اليابانية.

في الساعة الرابعة ظهر يوم 6 أبريل، غادرت البارجة ياماتو ميناء توكوياما وعلى متنها الأدميرال ايتو ومعها الطراد الخفيف ياهاجي وثمانية مُدمرات، لبدء المهمة. رصدت الغواصتان الأمريكيتان، ثيرادفن وهاكلباك، القوة اليابانية وهي تتجه جنوباً عبر مضيق بونغو. وعلى الرغم من أنهما لم تتمكنا من مهاجمتها (بسبب سرعة السفن)، فقد قضيتا عدة ساعات في تعقب قوة الهُجوم اليابانية وإرسال تحديثات مسارها إلى الأسطول الأمريكي. لكن مشغلو أجهزة البث على متن السفن اليابانية التقطوا أيضاً رسائل الغواصات، التي أُرسلت دون تشفير، كما ذُكر.
في فجر يوم 7 أبريل، عبرت القوة اليابانية شبه جزيرة أوسومي إلى المحيط المفتوح متجهة جنوباً من كيوشو نحو أوكيناوا. وقد تحولت إلى تشكيل دفاعي، تقوده ياهاجي وتتبعها ياماتو وثماني مُدمرات موزعة على شكل حلقة حول السفينتين الكبيرتين. وكل سفينة تبتعد 1500 م (1600 ياردة) عن بعضها البعض وتبحر بسرعة 20 عقدة (23 ميلاً/ساعة؛ 37 كم/ساعة). إحدى المُدمرات اليابانية، المُدمرة أساشيمو، ظهر لديها مشكلة في المحرك وعادت. بعدها بدأت طائرات الاستطلاع الأمريكية في تعقب قوة السفن الرئيسية. وفي الساعة 10:00، اتجهت القوة اليابانية غرباً لتبدو وكأنها تنسحب، لكن في الساعة 11:30، بعد أن رصدتها طائرتان مائيتان أمريكيتان طراز مارتن پي بي إم مارينر، أطلقت البارجة ياماتو دفعات نارية بواسطة مدافع مقدمتها عيار 460 ملم (18.1 بوصة) مُستخدمةًً «قذائف خلية النحل» الخاصة، المسماة سان شيكي شوسان دان، لكنها لم تتمكن من منع الطائرتين من تعقب القوة اليابانية، التي أبحرت مجدداً باتجاه أوكيناوا.
عقب تلقيه تقارير الرصد في وقت مبكر من يوم 7 أبريل، أمر قائد الأسطول الخامس الأمريكي الأدميرال ريموند سبروينس قوة المهام 54، التي يتألف معظمها من بوارج قياسية حديثة (كانت تشارك في قصف شاطئ أوكيناوا) تحت قيادة العميد البحري مورتون ديو، باعتراض وتدمير قوة الهُجوم اليابانية. تحرك ديو لتنفيذ الأوامر المكلف بها، لكن اللواء البحري مارك إيه. ميتشر، قائد قوة المهام 58 (TF 58)، سبق كلاً من سبروانس ودايو بشن غارة جوية ضخمة من على متن حاملاته، دون إبلاغ سبروانس إلى أن اكتملت عملية إنطلاق الطائرات. بصفته ضابطاً كبيراً في مجال الطيران البحري، «فقد قضى ميتشر حياته المهنية في صدام مع قادة السفن الحربية الذين أداروا نهج البحرية لمعظم القرن الحالي. وكان من ضمنهم، رئيسه المباشر، ريموند سبروانس. شعر ميتشر بالتحمس تجاه فكرة مواجهة بارجة لحاملة طائرات. على الرغم من أن الحاملات خاضت أغلب معارك المحيط الهادئ الكبرى، فإنه لم يثبت أن القوة الجوية وحدها استطاعت التغلب على قوة سطحية بما لا يدع مجالاً للشك وهنا جاءت الفرصة لإنهاء هذا الجدل إلى الأبد».
في حوالي الساعة 10:00 من يوم 7 أبريل، بدأت مجموعات المهام (المجموعة 58.1 والمجموعة 58.3) إطلاق ما يقرب من 400 طائرة في عدة موجات من ثماني حاملات طائرات (المجموعة 58.1: هورنيت، بينينجتون، بيلو وود، سان جاسينتو؛ المجموعة 58.3: إسكس، بنكر هيل، هانكوك وباتان) التي كانت تقع شرق أوكيناوا. وتألفت الطائرات من مُقاتلات طراز إف 6 إف هيلكات وفوغت إف 4 يو كورسير، وقاذفات انقضاضية طراز إس بي2 سي هيلديفر وقاذفات الطوربيد طراز تي بي إف آفنجر. فور علمه بإنطلاق طائرات ميتشر، وافق سبروانس على أنه بالإمكان المضي في الضربات الجوية كما خُطط لها. ولأجل عمليات الطوارئ، أمر سبروانس الأدميرال ديو بتجميع قوة من ست بوارج (ماساتشوستس، إنديانا، نيو جيرسي، ساوث داكوتا، ويسكونسن وميسوري)، إلى جانب سبعة طرادات (بما في ذلك الطرادين الكبيرين ألاسكا وغوام) إضافة إلى 21 مُدمرة، من أجل التحضير للاشتباك السطحي مع ياماتو في حالة عدم نجاح الغارات الجوية.

## وصف المعركة

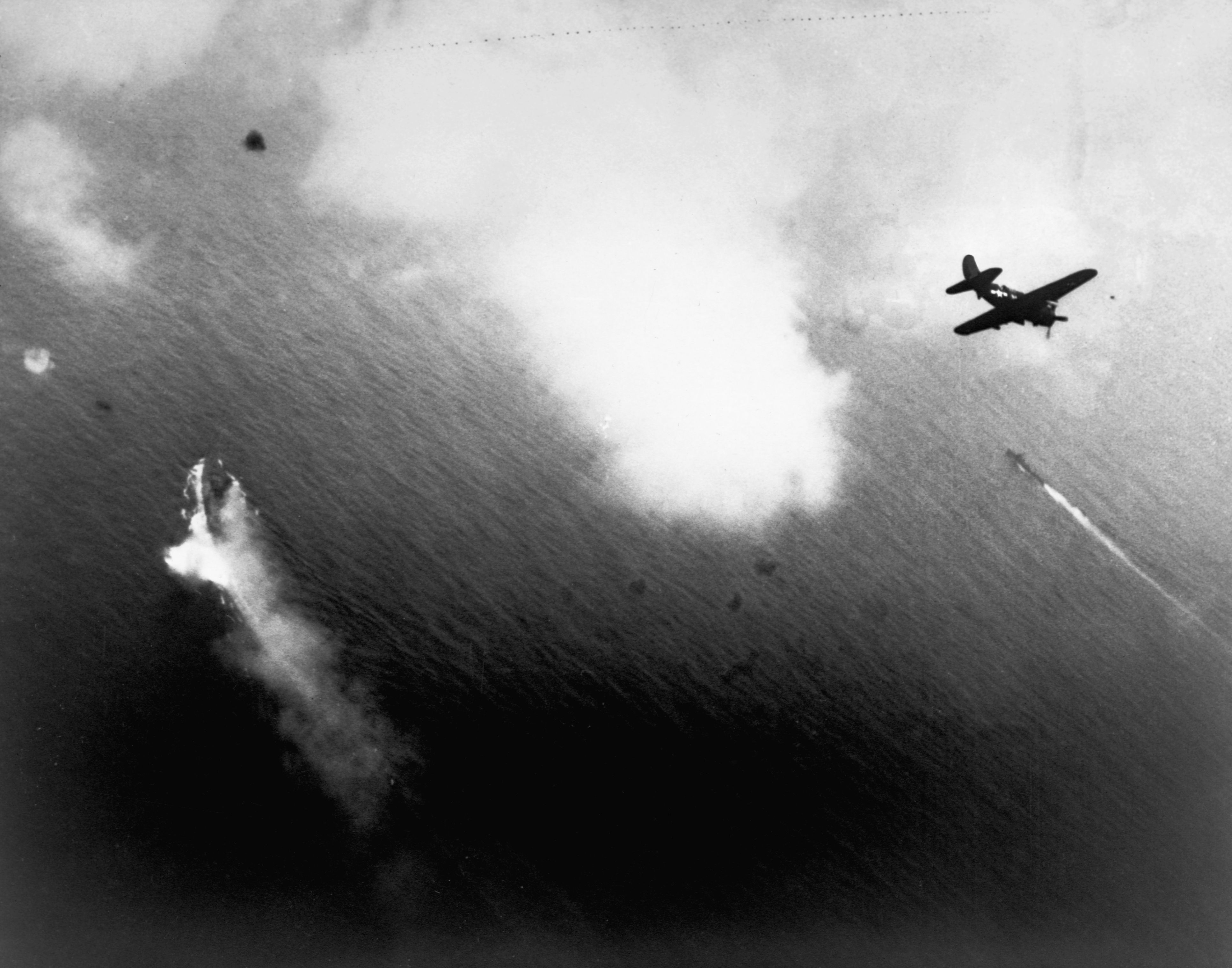
بدأت الطائرات طراز إس بي2 سي هيلديفر كما بالصورة في مهاجمة ياماتو.

في حوالي الساعة 12:00، وصلت طلائع الطائرات الأمريكية فوق ياماتو؛ المُؤلفة من مُقاتلات إف 6 إف هيلكات وفوغت إف 4 يو كورسير، التي تلقت أوامر بالتعامل مع أي طائرة يابانية قد تُدافع عن السفن الموجودة في الأسفل. لكن لم تظهر أي طائرة.
وحينما أصبح جلياً أن القوة اليابانية ليس لديها غطاء جوي، شرعت الطائرات الأمريكية في الإعداد لهجماتها دون أن تخشى من اعتراض الطائرات اليابانية لها. وبذلك تمكنت قاذفات القنابل والطوربيد الأمريكية التي وصلت فوق مجموعة ياماتو، بعد رحلتها التي استغرقت ساعتين من أوكيناوا، من تطويق تشكيل البارجة اليابانية خارج نطاق المدافع المضادة للطائرات لكي تشن هجماتها بانتظام على السفن الحربية أدناها. رصد المراقبون اليابانيون في برج قيادة السفينة الموجة الأولى من الطائرات الأمريكية المنطلقة من حاملات الطائرات في الساعة 12:32. بعدها بدقيقتين، فتحت ياماتو النار من مدافع بطارياتها الرئيسية عيار 460 ملم. توقفت السفن اليابانية عن مسارها المتعرج وزادت من سرعتها لتصل إلى 24 عقدة (28 ميلاً/الساعة؛ 44 كم/ساعة) وشرعت في مُناورات مُراوغة، كما فتحت النار من مدافعها المضادة للطائرات. حيث كانت ياماتو مسلحة بحوالي 150 مدفع مضاد للطائرات، إضافة إلى مدافعها الضخمة عيار 460 ملم التي أطلقت قذائف سان شيكي المضادة للطائرات. استنتج الطيارون الأمريكيون أن استخدام قذائف سان شيكي وإطلاق النار من وسائل متعددة يعني أن مدافعي ياماتو كانوا يعتمدون على التهديف بالبصر والمدى، بدلاً من توجيههم بالرادار، نتيجة لذلك «فقدوا أخطأوا أهدافهم بدرجة كبيرة» على الرغم من عاصفة النار التي أطلقوها.
«كان من المفترض أن تذهب مُقاتلات إف 6 إف هيلكات أولاً، تُهاجم، تطلق الصواريخ وتلقي الذخائر الخفيفة، لتصرف انتباه رماة مدفعية العدو بينما تنقض طائرات إس بي2 سي هيلديفر إلى الأسفل مباشرة بقنابلها الثقيلة». وذلك لأن قاذفات الطوربيد تي بي إف آفنجر «كانت بحاجة إلى كل إلهاء وتضليل يُمكنها الحصول عليه عندما يكون ارتفاعهم المنخفض الخطير مار مباشرة فوق سفن العدو». هاجمت قاذفات آفنجر في الغالب الجانب الأيسر للسفن لأنه إذا أصابت الطوربيدات ذلك الجانب، فمن شأن ذلك أن يزيد من احتمالية انقلاب السفينة المُستهدفة.

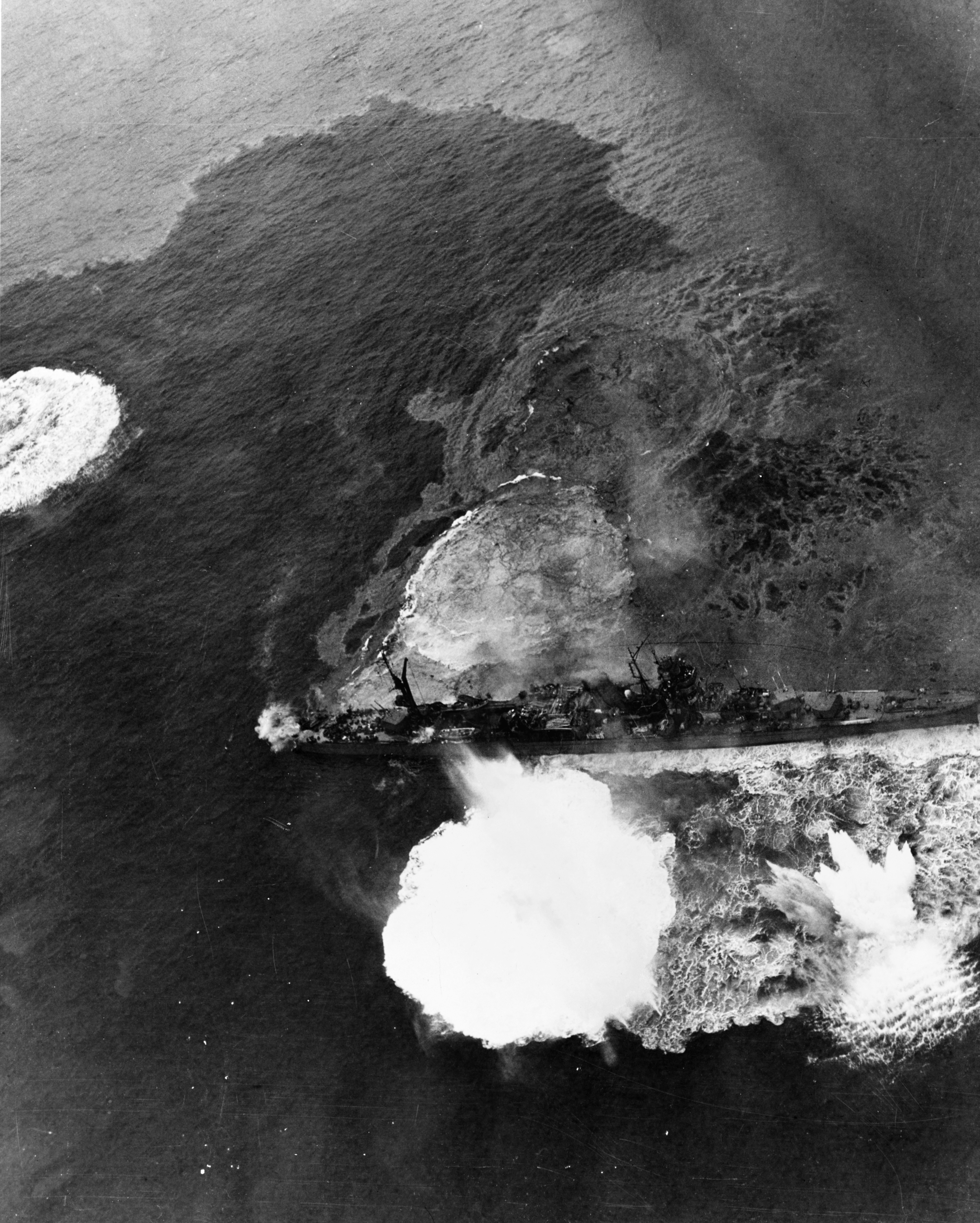
ياهاجي تحت قصف جوي شديد بالقنابل والطوربيد.

في الساعة 12:46، أصاب طوربيد ياهاجي مُباشرة في غرفة محركاتها، مما أدى إلى مقتل طاقم غرفة الصيانة بأكمله وأجبرها على التوقف تماماً. وقد أصيبت ياهاجي بستة طوربيدات أخرى و12 قنبلة خلال موجات الهجمات الجوية اللاحقة. حاولت المُدمرة اليابانية إيسوكازي أن تهب لمساعدة ياهاجي، لكنها تعرضت للهُجوم وأصيبت بأضرار بالغة وغرقت لاحقاً. وفي الساعة 14:05 انقلبت ياهاجي وغرقت.
خلال موجة الهُجوم الأولى، أصيبت ياماتو بقنبلتين خارقتين للدروع وطوربيد واحد، على الرغم من مُناورات المُراوغة التي تسببت في إخفاق معظم القنابل والطوربيدات التي استهدفتها. لم تتأثر سرعتها، لكن إحدى القنابل أشعلت نيراناً في مؤخرة هيكلها العلوي لم يكن في المقدور إخمادها. وخلال موجة الهُجوم الأولى أيضاً، أصيبت المُدمرتان اليابانيتان هاماكازي وسوزوتسوكي بأضرار بالغة وخرجتا من المعركة. غرقت هاماكازي في وقت لاحق.

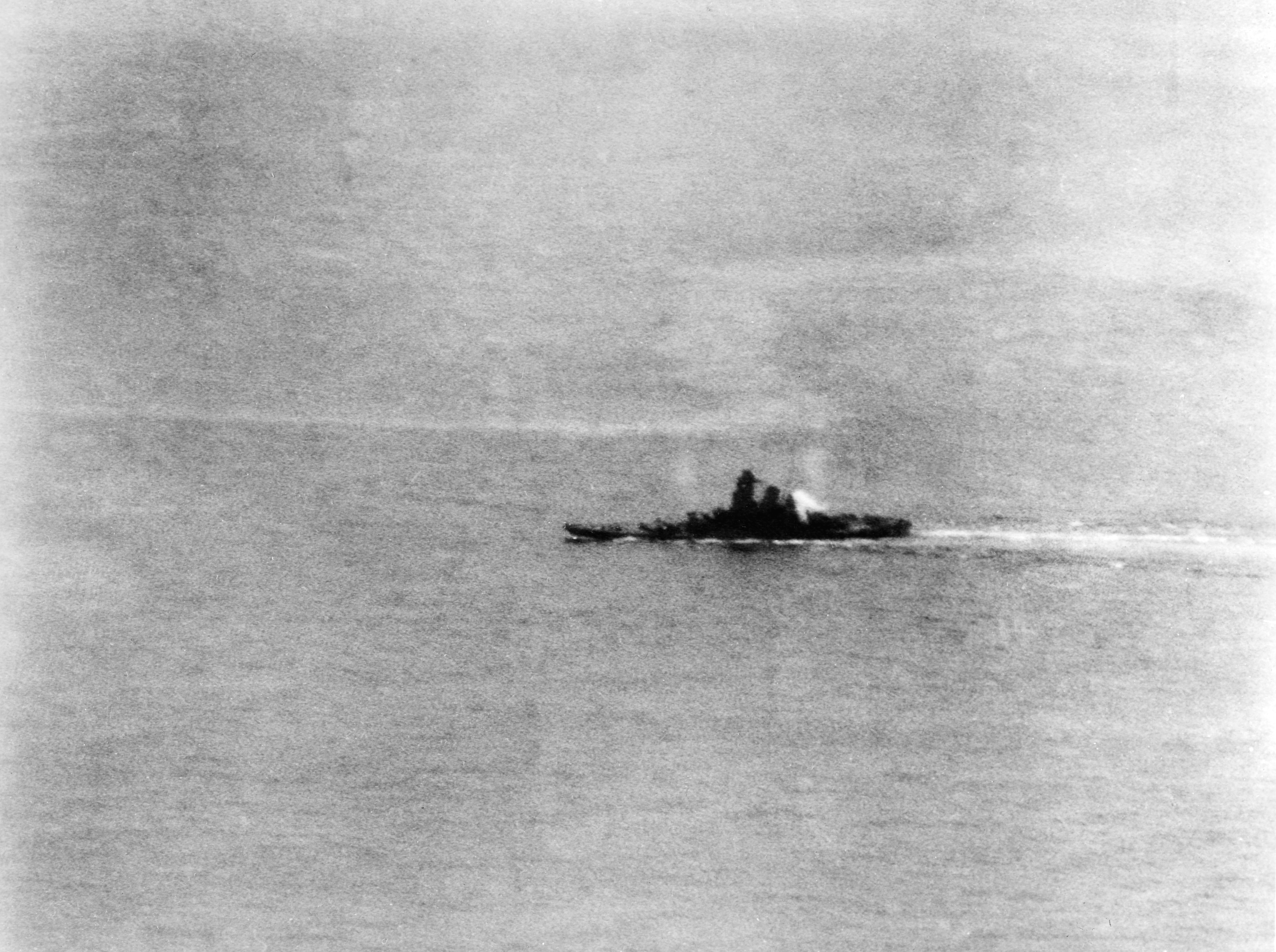
تنحرف جهة اليسار والنيران تشتعل بها.

بين الساعة 13:20 والساعة 14:15، هاجمت الموجتان الثانية والثالثة من الطائرات الأمريكية، مركزةً على ياماتو. خلال هذا المرة، أصيبت ياماتو بثمانية طوربيدات على الأقل وقرابة 15 قنبلة. تسببت القنابل في أضرار جسيمة لظهر السفينة، بما في ذلك قطع الطاقة عن موجه المدفعية وإجبار المدافع المُضادة للطائرات على أن تصوب وتطلق النار فردياً ويدوياً، مما قلل من فعاليتها بشكل كبير. تسببت ضربات الطوربيدات، المُوجهة كلها تقريباً نحو الجانب الأيسر، في انحراف ياماتو تماماً بحيث أصبح انقلابها يشكل خطراً وشيكاً. دُمرت محطة التحكم في أضرار المياه جراء انفجار قنبلة مما جعل من المستحيل التحكم في ارتفاع منسوب المياه في المساحات المصممة خصيصاً داخل هيكل السفينة لمواجهة أضرار الهيكل. في الساعة 13:33، في محاولة يائسة لمنع السفينة من الانقلاب، واجه فريق ياماتو للتحكم في الأضرار ارتفاع منسوب المياه في كلاً من غرفة محرك الجانب الأيمن وغرفة الغلايات. أدى ذلك إلى تخفيف الخطر ولكنه أدى أيضاً إلى غرق عدة مئات من أفراد الطاقم الذين يديرون تلك المراكز، الذين لم يتلقوا أي إنذار بأن حجراتهم كانت على وشك أن تُغمر بالمياه. تسبب فقدان مُحركات المُيمنة، بالإضافة إلى وزن الماء، في إبطاء سرعة ياماتو إلى حوالي 10 عُقد (12 ميلاً/الساعة؛ 19 كم/ساعة). في تلك اللحظة ذاتها، أطلق الأمريكيون 110 طائرة أخرى من مجموعة المهام 58. قامت 20 طائرة آفنجر بجولة جديدة من 60 درجة إلى الجانب الأيسر. بدأت ياماتو انعطافاً حاداً جهة الميسرة، لكن ثلاثة طوربيدات انفجرت في منتصف جانبها الأيسر، مما أدى إلى تعطيل دفتها المساعدة في وضع جانبها الصعب.
مع بطء تحرك ياماتو بشكل أكبر وبالتالي أصبح من الأسهل استهدافها، ركزت قاذفات الطوربيد الأمريكية على ضرب دفتها ومؤخرتها بالطوربيدات للحد من قدرتها على التحرك والذي نجحت في القيام به. وفي الساعة 14:02، بعد إخطار الأدميرال ايتو أن السفينة لم تعد قادرة على التحرك وأنها غارقة حتماً، أمر بإلغاء المهمة وإخلاء الطاقم للسفينة وأن تبدأ السفن المتبقية في إنقاذ الناجين. أبلغت ياماتو هذه الرسالة إلى السفن الأخرى المتبقية عن طريق علم الإشارة لأن أجهزة الإرسال الخاصة بها قد أُعطبت.

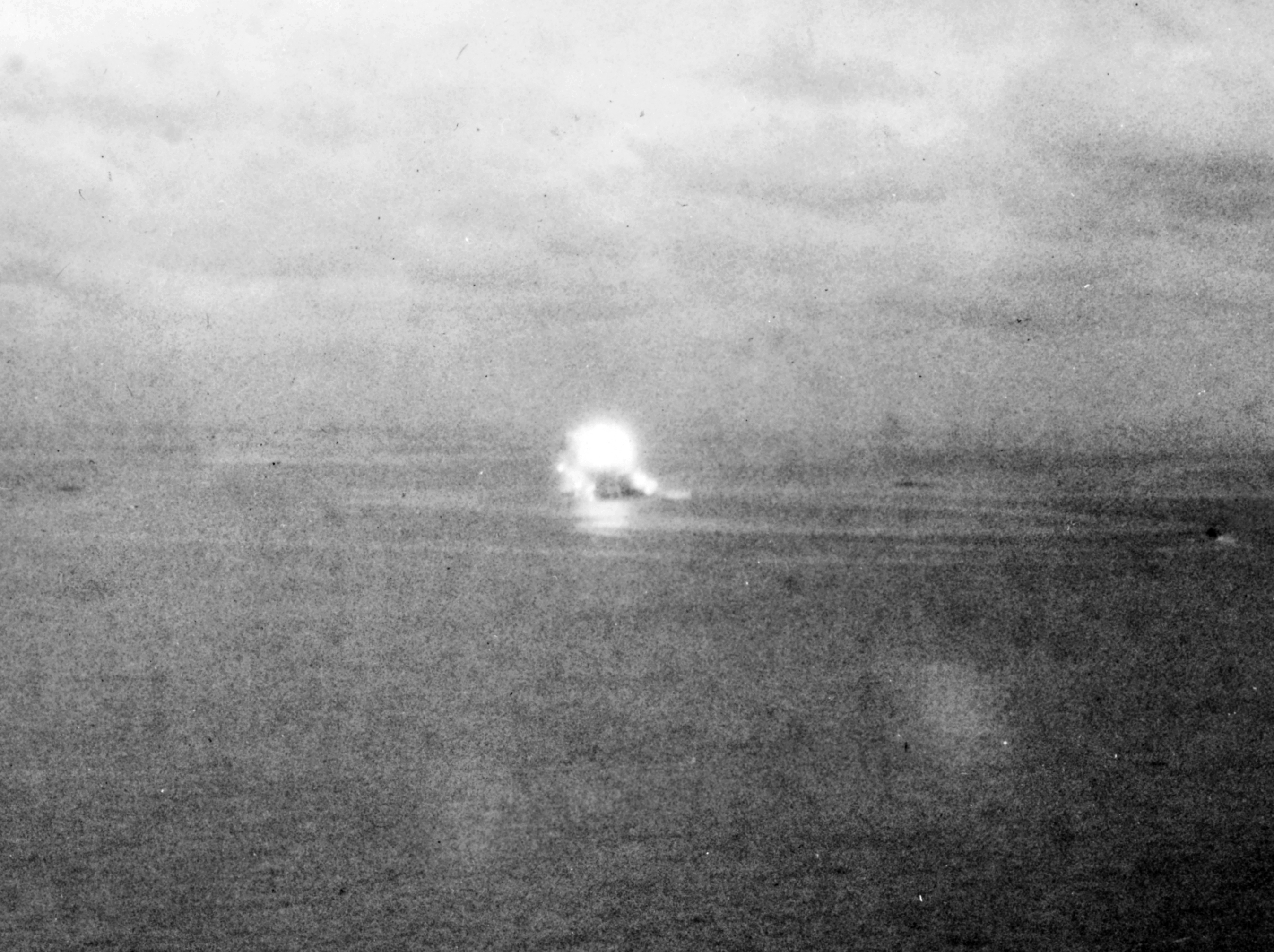
الصورة الوحيدة المعروفة لحظة انفجار.

في الساعة 14:05، توقفت ياماتو تماماً في الماء وبدأت في الانقلاب. رفض الأدميرال ايتو والنقيب كوساكو أروجا مُغادرتها مع بقية الناجين. وفي الساعة 14:20، انقلبت ياماتو تماماً وبدأت في الغرق (30°22′N 128°04′E / 30.367°N 128.067°E). وفي الساعة 14:23، هزها فجأة انفجار ضخم لدرجة أنه سُمعً كما ذُكر من على بعد 200 كيلومتر (110 ميل بحري؛ 120 ميل) من كاغوشيما وأرسل سحابة على شكل فطر عالياً في الهواء وصلت لارتفاع 20,000 قدم (6,100 متر) تقريباً. قال الناجي الياباني ميتسورو يوشيدا أن انفجارها الضخم أسقط عدة طائرات أمريكية كانت تراقب نهايتها. ومن المُعتقد أن الانفجار وقع عندما وصلت النيران التي أشعلتها القنابل إلى مخازن ذخيرتها الرئيسية.

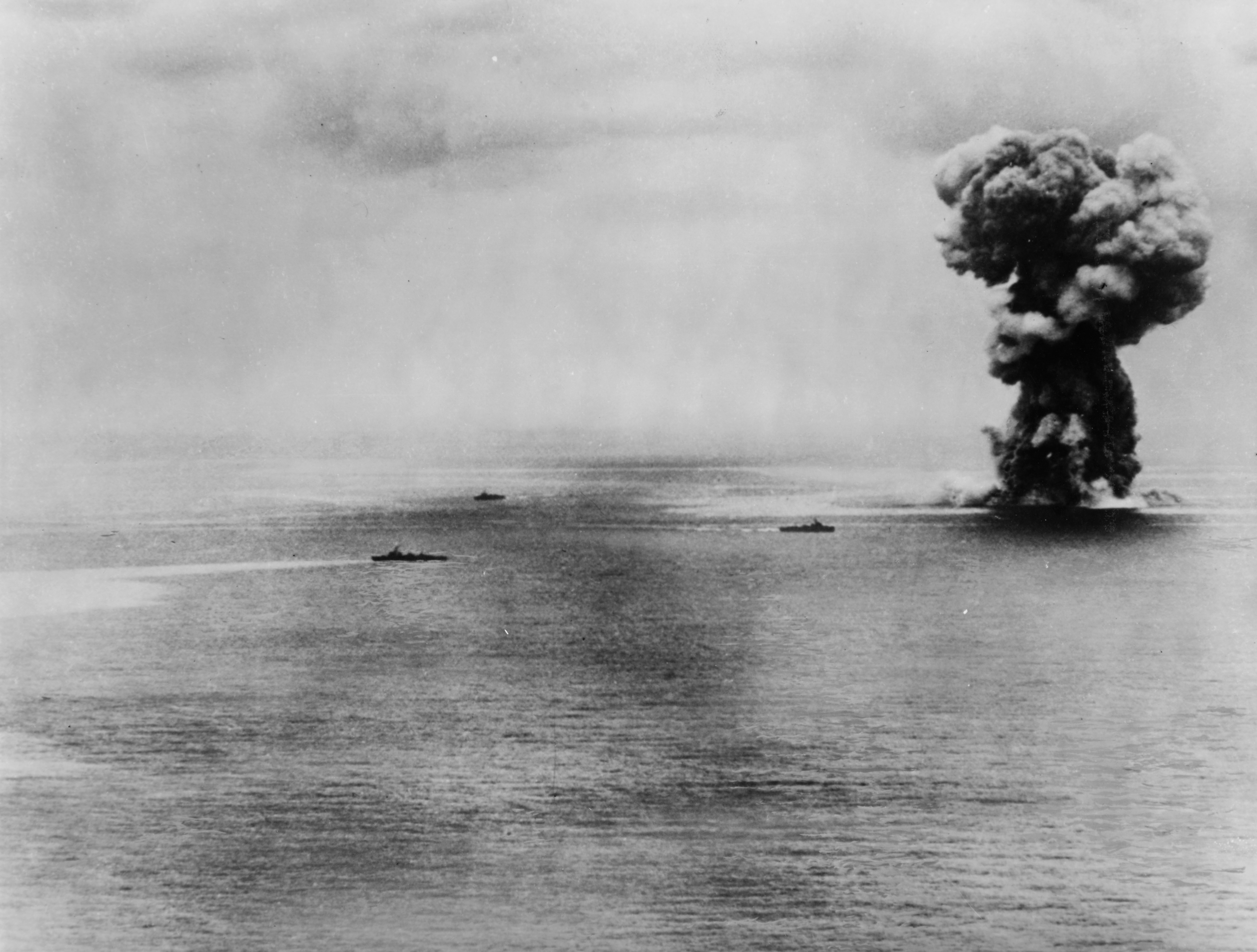
بعد لحظات من انفجارها.

تعرضت المُدمرة اليابانية أساشيمو للقصف وغرقت بكامل طاقمها بواسطة الطائرات الأمريكية، خلال محاولتها العودة إلى الميناء. كما أصيبت المُدمرة اليابانية كاسومي بالشلل جراء الهُجوم الذي شنته طائرات الحاملات الأمريكية خلال المعركة واضطرت المُدمرات اليابانية الأخرى السليمة نسبياً إلى خرقها. تمكنت سوزوتسوكي -على الرغم من نسف مقدمتها- من الوصول إلى ساسيبو باليابان، عن طريق إبحارها عكسياً طوال الطريق.
استطاعت المُدمرات اليابانية الثلاثة الأقل تضرراً، فويوتسوكي، يوكيكازي وهاتسوشيمو من إنقاذ 280 ناجٍ من ياماتو (تختلف المصادر حول حجم طاقم ياماتو، حيث يقدر ما بين 2,750 و3,300 رجل)، بالإضافة إلى 555 ناجٍ من ياهاجي، من بين طاقمها المؤلف من 1,000 رجل وأكثر من 800 ناجٍ من إيسوكازي، هاماكازي وكاسومي. لقي ما بين 3,700 و4,250 من أفراد البحرية اليابانية حتفهم في المعركة. وأخذت السفن الناجين إلى ميناء ساسيبو.
بلغ مجموع الطائرات الأمريكية التي أُسقطت بنيران المدفعية المضادة للطائرات من السفن اليابانية 10 طائرات. بعض أطقم الطائرات أُنقذوا بواسطة الطائرات المائية أو الغواصات. وفي المجمل، خسرت الولايات المتحدة 12 رجلاً. أفاد بعض الناجين اليابانيين أن الطائرات المُقاتلة الأمريكية هاجمت الناجين اليابانيين الطافين فوق الماء. كما أفادوا أن الطائرات الأمريكية علقت هجماتها بشكل مؤقت على المُدمرات اليابانية في الوقت الذي كانت منشغلة فيه بانتشال الناجين من الماء.

## هجمات الكاميكازي الجوية
خلال المعركة، شن الجيش الياباني هُجوماً جوياً على الأسطول البحري الأمريكي في أوكيناوا كما وعد، لكنه فشل في إغراق أي سفن. هاجمت حوالي 115 طائرة -أغلبها يقودها طيارو كاميكازي- السفن الأمريكية طوال يوم 7 أبريل. أصابت طائرات الكاميكازي حاملة الطائرات هانكوك، البارجة ماريلاند والمُدمرة بينيت، مما تسبب في أضرار متوسطة لهانكوك وماريلاند بينما أصيبت بينيت بأضرار جسيمة. كما أُسقطت حوالي 100 من الطائرات اليابانية خلال الهُجوم.

## تداعيات العملية
كانت عملية تن-غو آخر عملية بحرية يابانية كبرى جرت في الحرب، بعدها لم يعد للسفن الحربية اليابانية المتبقية أي مشاركة تذكر في العمليات القتالية لبقية النزاع. لم تُجدد سوزوتسوكي نهائياً. وقد أُصلحت فويوتسوكي لكنها أصيبت بلغم أمريكي أسقط من الجو في موجي باليابان في 20 أغسطس 1945 ولم تجرى أي عملية صيانة أخرى بعدها. في حين نجت يوكيكازي من الحرب دون أضرار تقريباً. كما أصيبت المُدمرة هاتسوشيمو بلغم أمريكي أسقط من الجو في 30 يوليو عام 1945، بالقرب من ميزورو باليابان. وكانت تحتل المُدمرة رقم 129 التي تخسرها اليابان وآخر مُدمراتها الغارقة في الحرب.
بالنسبة للجانب الأمريكي فقد خرجت ماريلاند من الحرب في أعقاب هجمات الكاميكازي. أعلنت قوات الحلفاء أن أوكيناوا آمنة بحلول 21 يونيو 1945، بعد معركة عنيفة ومُكلفة. استسلمت اليابان في أغسطس 1945، بعد قصفها مرتين بالقنابل الذرية. كان استعداد اليابان الواضح للتضحية بالكثير من سكانها باستخدام التكتيكات الانتحارية مثل عملية تن-غو ومعركة أوكيناوا، عاملاً في القرار الأمريكي باستخدام القنابل الذرية ضد اليابان.

## في الثقافة العامة

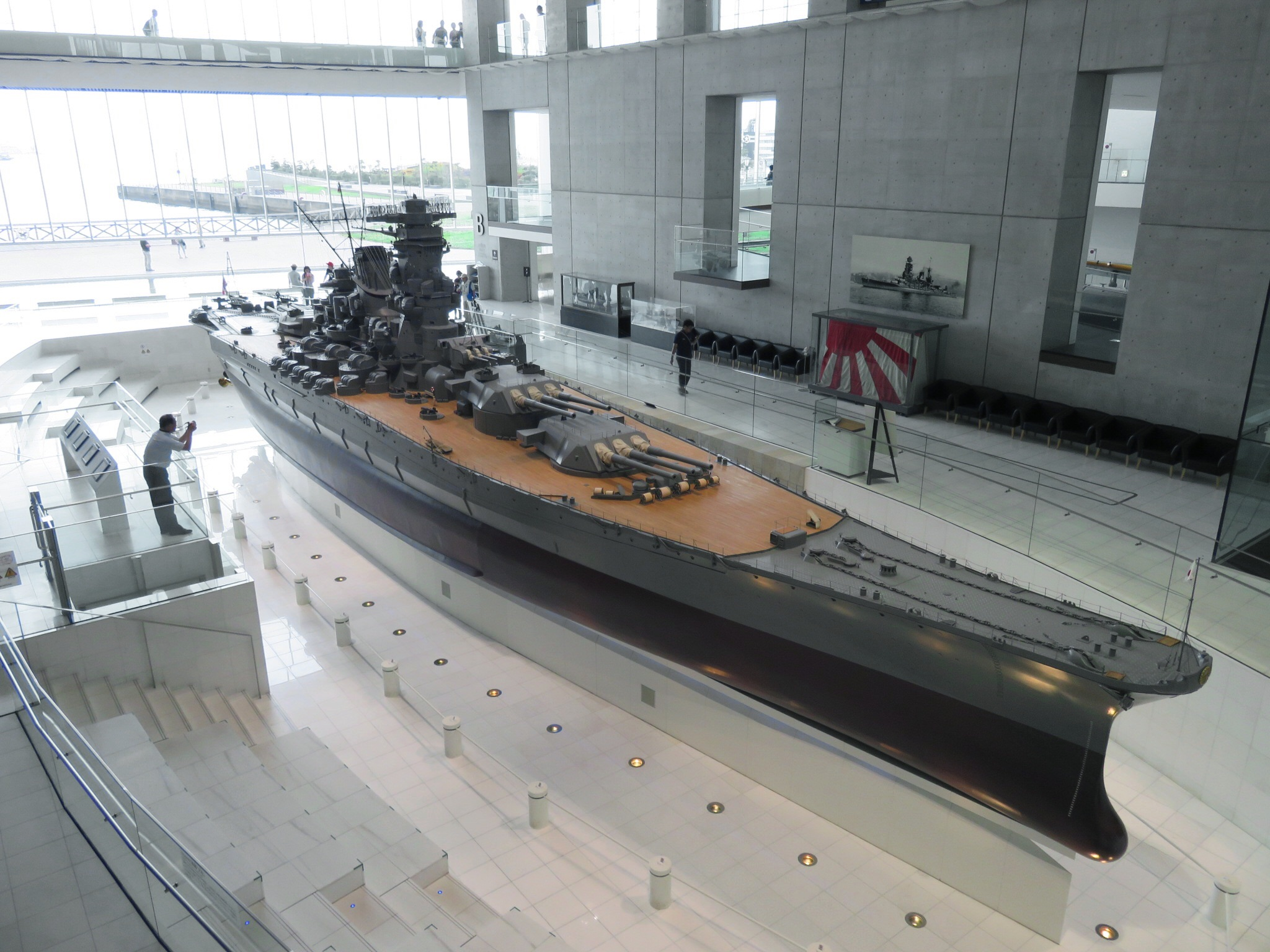
نموذج للبارجة ياماتو في المتحف الذي يحمل اسمها.

تحظى قصة عملية تن-غو بالتبجيل في اليابان المعاصرة كما يتضح من مظاهر القصة في الثقافة اليابانية الشعبية والتي عادةً ما تصور الواقعة على أنها جهد شجاع، غير أناني ولكنه عديم الجدوى من قبل البحارة اليابانيين المشاركين في الدفاع عن وطنهم. أحد هذه الأسباب التي قد تجعل من هذا الحدث أهمية كبيرة في الثقافة اليابانية هو أن كلمة ياماتو كانت تستخدم غالباً كاسم شاعري لليابان. وبالتالي، فإن نهاية البارجة ياماتو ربما تكون بمثابة مجاز عن نهاية الإمبراطورية اليابانية.
في 23 أبريل 2005، افتُتِح متحف يحمل اسم متحف ياماتو في كورشي، لتخليد ذكرى البارجة اليابانية. ولاحقاً من نفس العام صدر فيلم ياباني باسم ياماتو يحكي قصة طاقم البارجة، مع التركيز على نهاية السفينة خلال عملية تن-غو.

## القوات المُشاركة في المعركة
تعرض القوائم التالية القوات المُشاركة في المعركة، والتي دارت الأمريكية واليابانية.

### القوات الأمريكية

#### قوة المهام 58
| القوة                                           | التوصيف                                                                  |
| ----------------------------------------------- | ------------------------------------------------------------------------ |
| قوة المهام 58: قوة مهام حاملات الطائرات السريعة | بقيادة اللواء البحري مارك إيه. ميتشر في حاملة الأسطول يو إس إس بنكر هيل. |

#### قوة المهام 58.1
- قوة المهام 58.1 بقيادة الأدميرال جوزيف جيه. كلارك.

| النوع                                                                | التوصيف |
| -------------------------------------------------------------------- | --- |
| 2 حاملة أسطول:                                                       | * حاملة الطائرات يو إس إس هورنيت (بقيادة القبطان أوستن ك. دويل). - - المجموعة الجوية رقم 17 (بقيادة إي. جي. كونراد). - 71 مُقاتلة طراز إف 6 إف هيلكات، 15 قاذفة انقضاضية طراز إس بي2 سي هيلديفر، 15 قاذفة طوربيد طراز تي بي إم آفنجر. - حاملة الطائرات يو إس إس بينينجتون (بقيادة القبطان جي. بي. سايكس والقبطان بي. إل. براون). - المجموعة الجوية رقم 82 (بقيادة جي. إل. هيب). - 37 مُقاتلة طراز فوغت إف 4 يو كورسير، 34 مُقاتلة طراز إف 6 إف هيلكات، 15 قاذفة انقضاضية طراز إس بي2 سي هيلديفر، 15 قاذفة طوربيد طراز تي بي إم آفنجر.   |
| 2 حاملة خفيفة:                                                       | * حاملة الطائرات يو إس إس بيلو وود (بقيادة القبطان جون بيري والقبطان دبليو. جي. توملينسون). - - المجموعة الجوية رقم 30 (بقيادة دي. إيه. كلارك). - 25 مُقاتلة طراز إف 6 إف هيلكات، 9 قاذفات طوربيد طراز تي بي إم آفنجر. - الطراد يو إس إس سان خوان (بقيادة القبطان إم. إتش. كيرنودل). - المجموعة الجوية رقم 45 (بقيادة جي. إي. شيستر). - 34 مُقاتلة طراز إف 6 إف هيلكات، 9 قاذفات طوربيد طراز تي بي إم آفنجر. |
| فرقة البوارج الثامنة (بقيادة العميد البحري جيه. إف. شفروث)           | * 2 بارجة سريعة. - - يو إس إس ماساتشوستس (بقيادة القبطان دبليو. دبليو. والريك والقبطان جيه. بي. ريدمان). - يو إس إس إنديانا (القبطان تي. جيه. كيلير والقبطان إف. پي. أولد). |
| فرقة الطرادات العاشرة (بقيادة العميد البحري إل. جي. ويلتسي)          | * 2 طراد ثقيل. - - يو إس إس بالتيمور (بقيادة القبطان سي. كيه. فينك). - يو إس إس بيتسبرج (بقيادة القبطان جون إدوارد غينغريتش). |
| فرقة الطرادات الرابعة عشر (بقيادة العميد البحري إف. إي. إم. وايتينج) | - 3 طراد خفيف - يو إس إس فينسينيس (بقيادة القبطان دبليو. جي. لالور). - يو إس إس ميامي (بقيادة القبطان تي. إتش. بينفورد). - يو إس إس فيكسبورج (بقيادة القبطان دبليو. سي. فوز). - 1 طراد خفيف مضاد للطائرات. - يو إس إس سان خوان (بقيادة القبطان جيه. إف. دونوفان والقبطان جي. إيتش. باهم). |
| حاجز دفاعي                                                           | * 21 مُدمرة. - - 9 مُدمرات فئة ألن إم. سومنر (بطارية مدفعية رئيسية عيار 6×5 بوصة): يو إس إس دي هيفن، يو إس إس مانسفيلد، يو إس إس ليمان كيه. سوينسون، يو إس إس كوليت، يو إس إس مادوكس، يو إس إس بلو، يو إس إس برش، يو إس إس تاوسيج ويو إس إس صمويل إن. مور. - 12 مُدمرات فئة فليتشر (بطارية مدفعية رئيسية عيار 5×5 بوصة): يو إس إس ويدربرن، يو إس إس توينينج، يو إس إس ستوكهام، يو إس إس جون روجرز، يو إس إس ستيفنز، يو إس إس هاريسون، يو إس إس ماكي، يو إس إس موراي، يو إس إس سيغسبي، يو إس إس رينجولد، يو إس إس شرودر ويو إس إس داشيل. |

#### قوة المهام 58.3
- قوة المهام 58.3 بقيادة الأدميرال فورست شيرمان.

| النوع                                                           | التوصيف |
| --------------------------------------------------------------- | --- |
| 3 حاملة أسطول:                                                  | * حاملة الطائرات يو إس إس إسكس (بقيادة القبطان سي. دبليو. ويلر). - - المجموعة الجوية رقم 83 (بقيادة إتش. تي. أتر). - 36 مُقاتلة طراز فوغت إف 4 يو كورسير، 36 مُقاتلة طراز إف 6 إف هيلكات، 15 قاذفة انقضاضية طراز إس بي2 سي هيلديفر، 15 قاذفة طوربيد طراز تي بي إم آفنجر. - حاملة الطائرات يو إس إس بنكر هيل (بقيادة القبطان إي. دبليو. ليتش). - المجموعة الجوية رقم 16 (بقيادة إم. سنودن). - 34 مُقاتلة طراز فوغت إف 4 يو كورسير، 34 مُقاتلة طراز إف 6 إف هيلكات، 15 قاذفة انقضاضية طراز إس بي2 سي هيلديفر، 15 قاذفة طوربيد طراز تي بي إم آفنجر. - حاملة الطائرات يو إس إس هانكوك (بقيادة القبطان إي. دبليو. ليتش). - المجموعة الجوية رقم 16 (بقيادة إم. سنودن). - 34 مُقاتلة طراز فوغت إف 4 يو كورسير، 34 مُقاتلة طراز إف 6 إف هيلكات، 15 قاذفة انقضاضية طراز إس بي2 سي هيلديفر، 15 قاذفة طوربيد طراز تي بي إم آفنجر. |
| 1 حاملة خفيفة:                                                  | * حاملة الطائرات يو إس إس سان باتان (بقيادة القبطان دبليو. إيتش. براكر). - - المجموعة الجوية رقم 27 (بقيادة إي. دبليو. وود). - 24 مُقاتلة طراز إف 6 إف هيلكات، 9 قاذفات طوربيد طراز تي بي إم آفنجر. |
| فرقة البوارج السادسة (بقيادة القبطان توماس آر. كولي)            | * 3 بوارج سريعة. - - يو إس إس نورث كارولينا (بقيادة القبطان أوه. إس. كولكلف والقبطان بي. إيتش. هنلون). - يو إس إس واشنطن (بقيادة القبطان روسكو إف. جود والقبطان فرانسيس إكس. ماكينيرني). - يو إس إس ساوث داكوتا (بقيادة القبطان سي. إف. ستيلمان والقبطان تشارلز باورز مومسن). |
| فرقة الطرادات السابعة عشر (بقيادة العميد البحري جيه. كاري جونز) | * 1 طراد ثقيل. - - يو إس إس إنديانابوليس (بقيادة القبطان تشارلز بي. مكفاي الثالث). - 4 طراد خفيف. - يو إس إس باسادينا (بقيادة القبطان آر. بي. تغل والقبطان جيمس إيتش دويل). - يو إس إس سبرينجفيلد (بقيادة القبطان إف. إل. جونسون والقبطان تي. جيه. كيلي). - يو إس إس أستوريا (بقيادة القبطان جي. سي. داير والقبطان دبليو. ڤي. هاميلتون). - يو إس إس ويلكس بار (بقيادة القبطان آر. إل بورتر). |

#### قوة المهام 58.4
| النوع                                                               | التوصيف |
| ------------------------------------------------------------------- | --- |
| فرقة البوارج التاسعة (بقيادة القبطان إدوارد هانسون ولويس إي. دنفلد) | * 3 بوارج سريعة. - - ويسكونسن (بقيادة القبطان إيرل إي. ستون والقبطان جون ويسلي روبر). - ميسوري (بقيادة القبطان دبليو. إم. كالاغان والقبطان ستوارت إس. موراي). - يو إس إس نيوجيرسي (بقيادة القبطان إدموند تي. وولدريدج). |
| فرقة الطرادات السادسة عشر (بقيادة العميد البحري جيه. كاري جونز)     | * 2 طراد ثقيل. - - يو إس إس ألاسكا (بقيادة القبطان كيه. إيتش. نوبل). - يو إس إس غوام (بقيادة القبطان ليلاند پي. لوفيت).                                                                                                 |

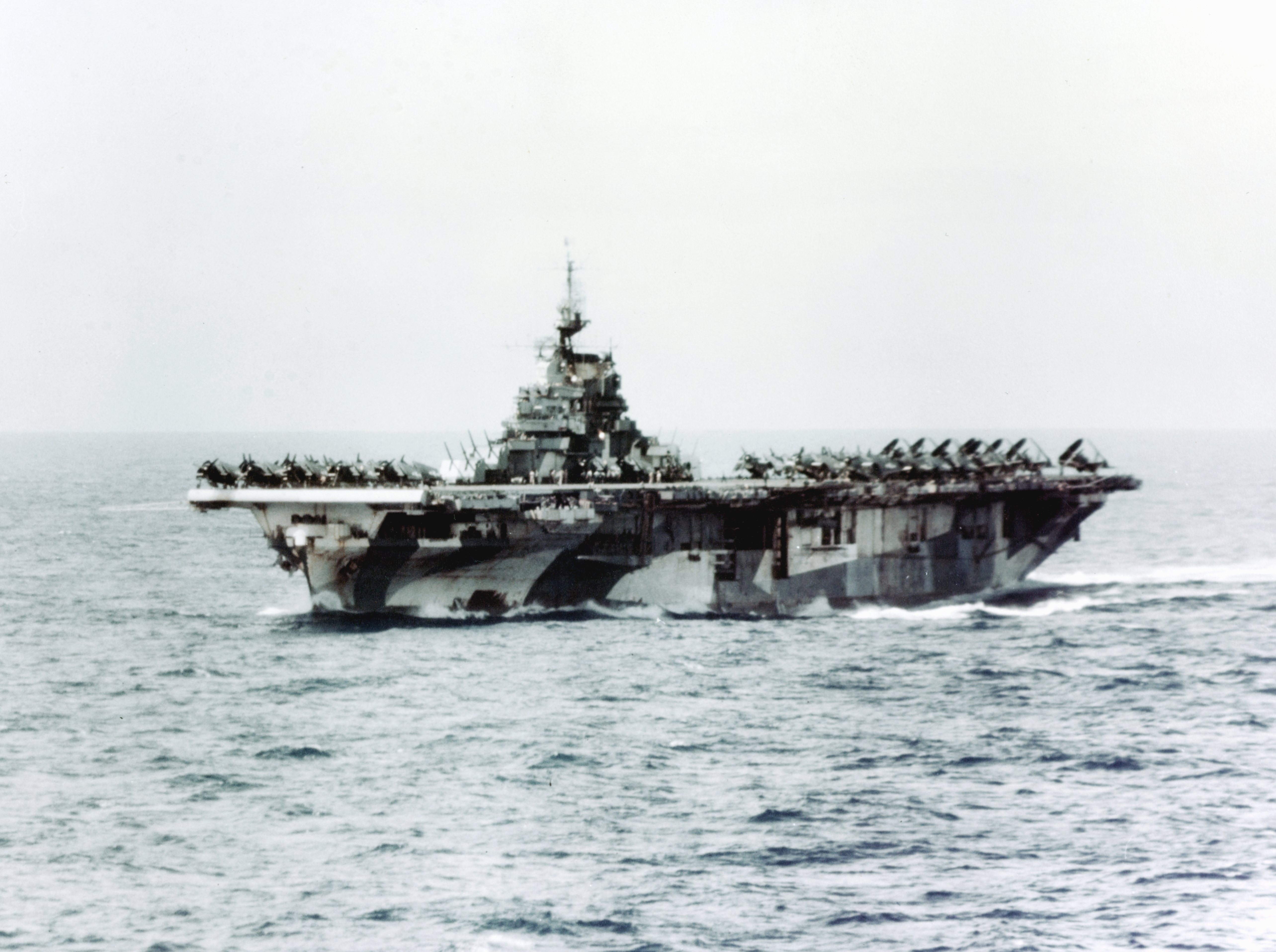
حاملة الطائرات يو إس إس هورنيت
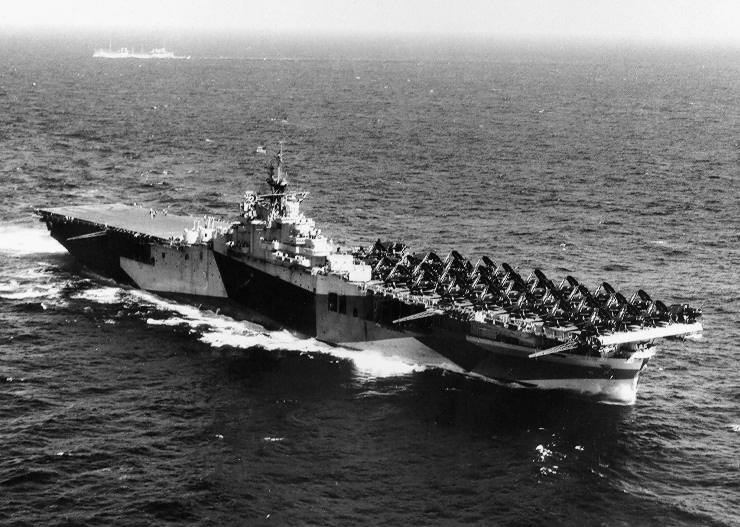
حاملة الطائرات يو إس إس  بينينجتون
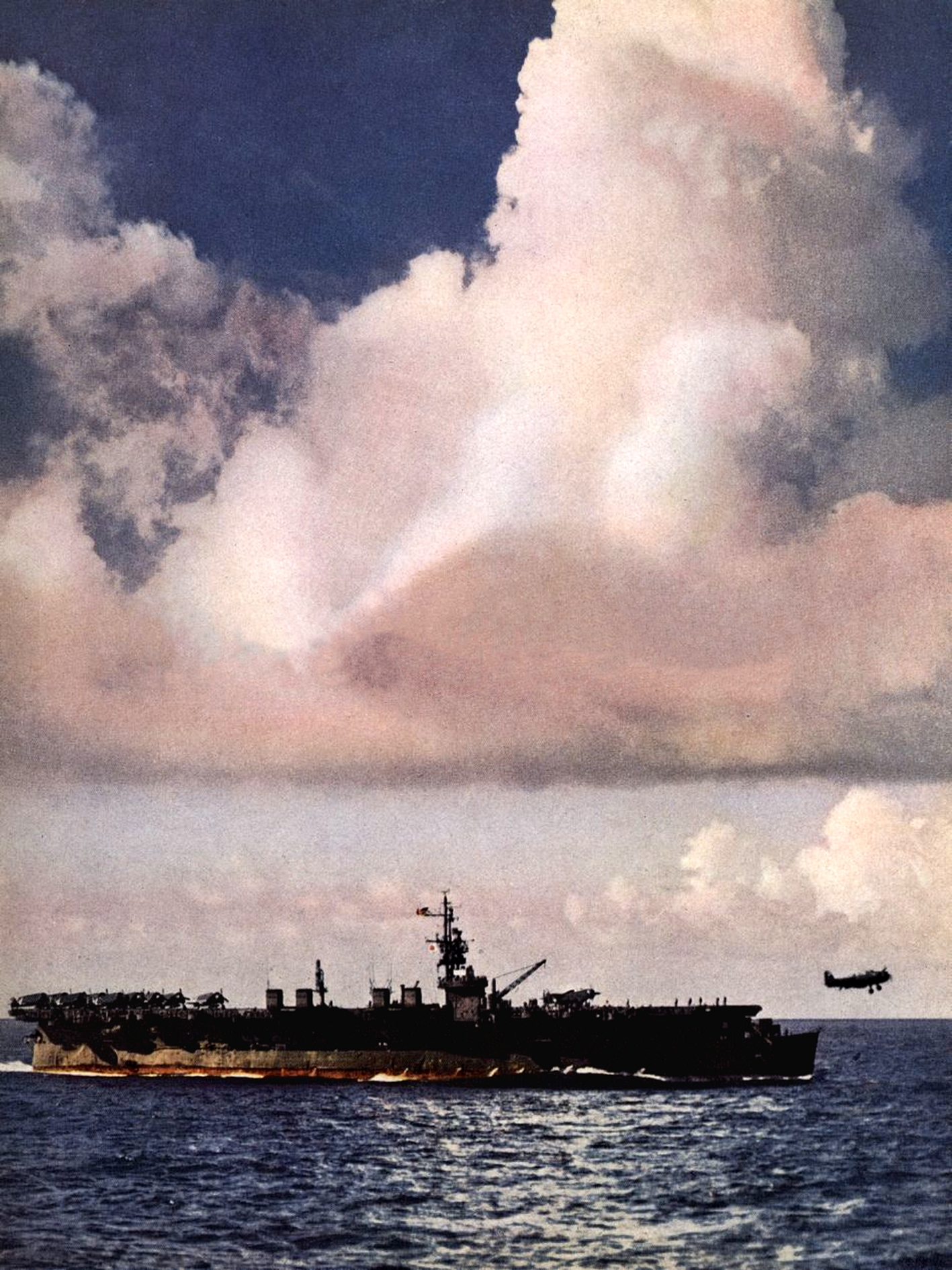
حاملة الطائرات يو إس إس بيلو وود
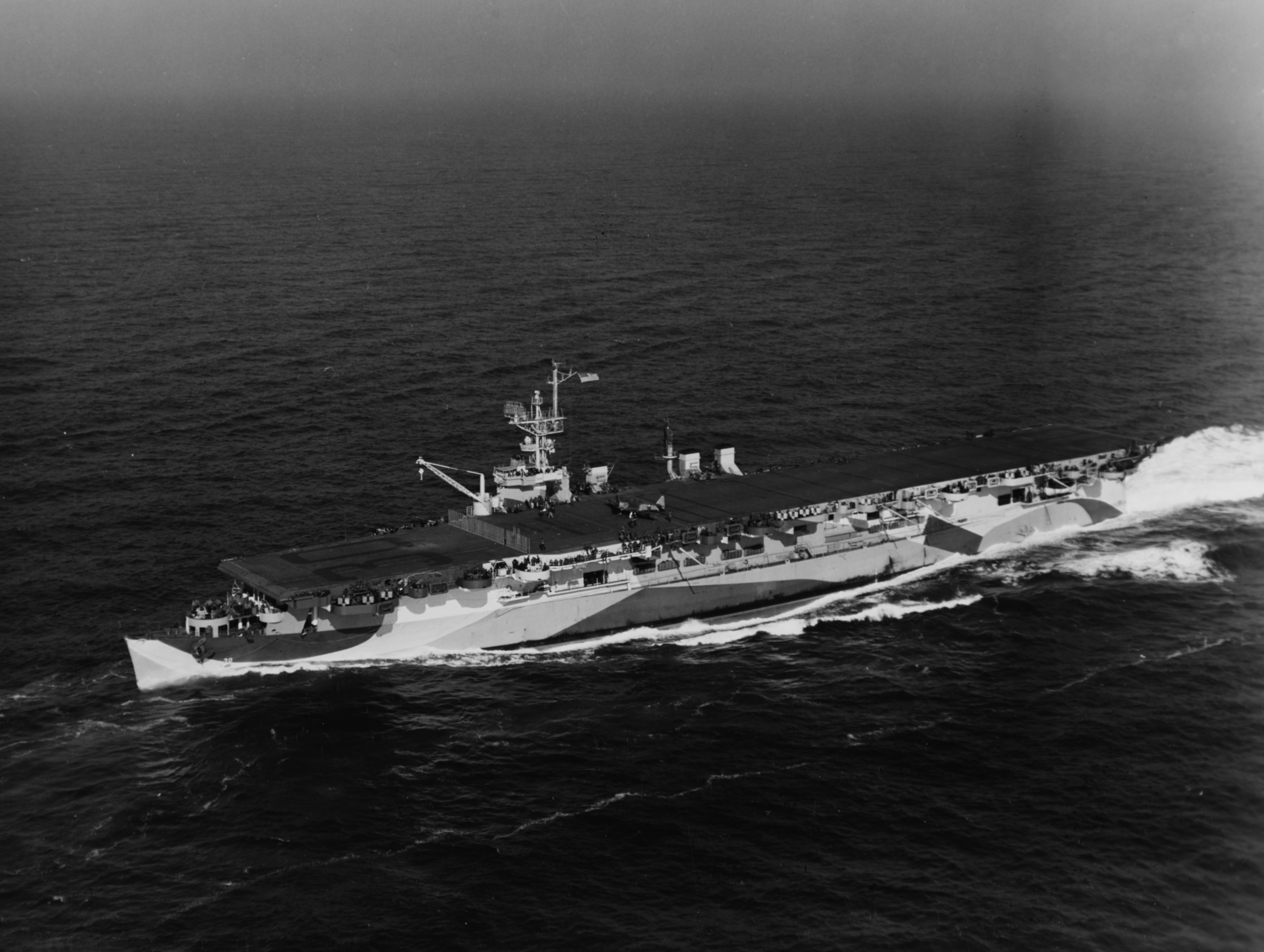
حاملة الطائرات يو إس إس سان جاسينتو
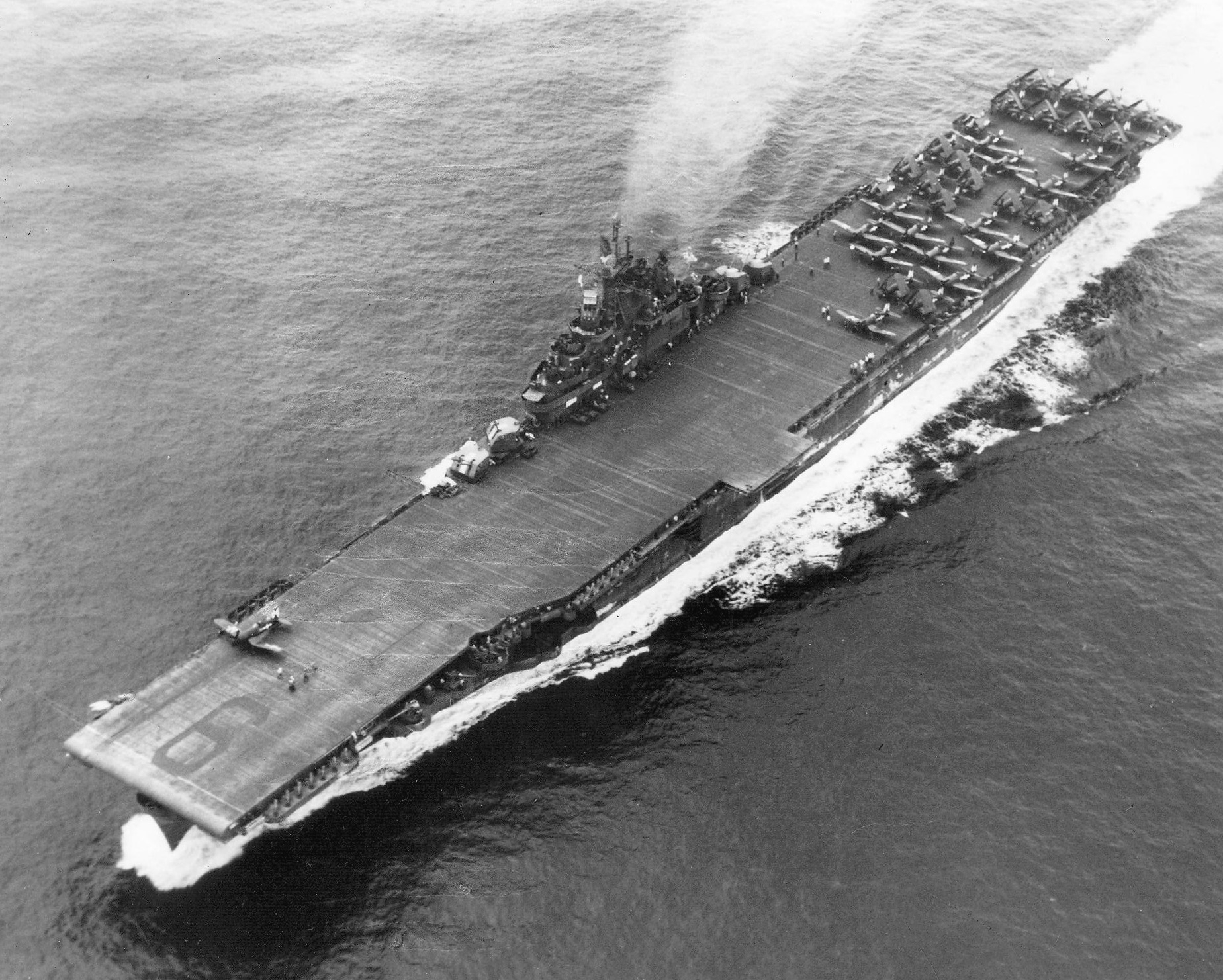
حاملة الطائرات يو إس إس إيسكس
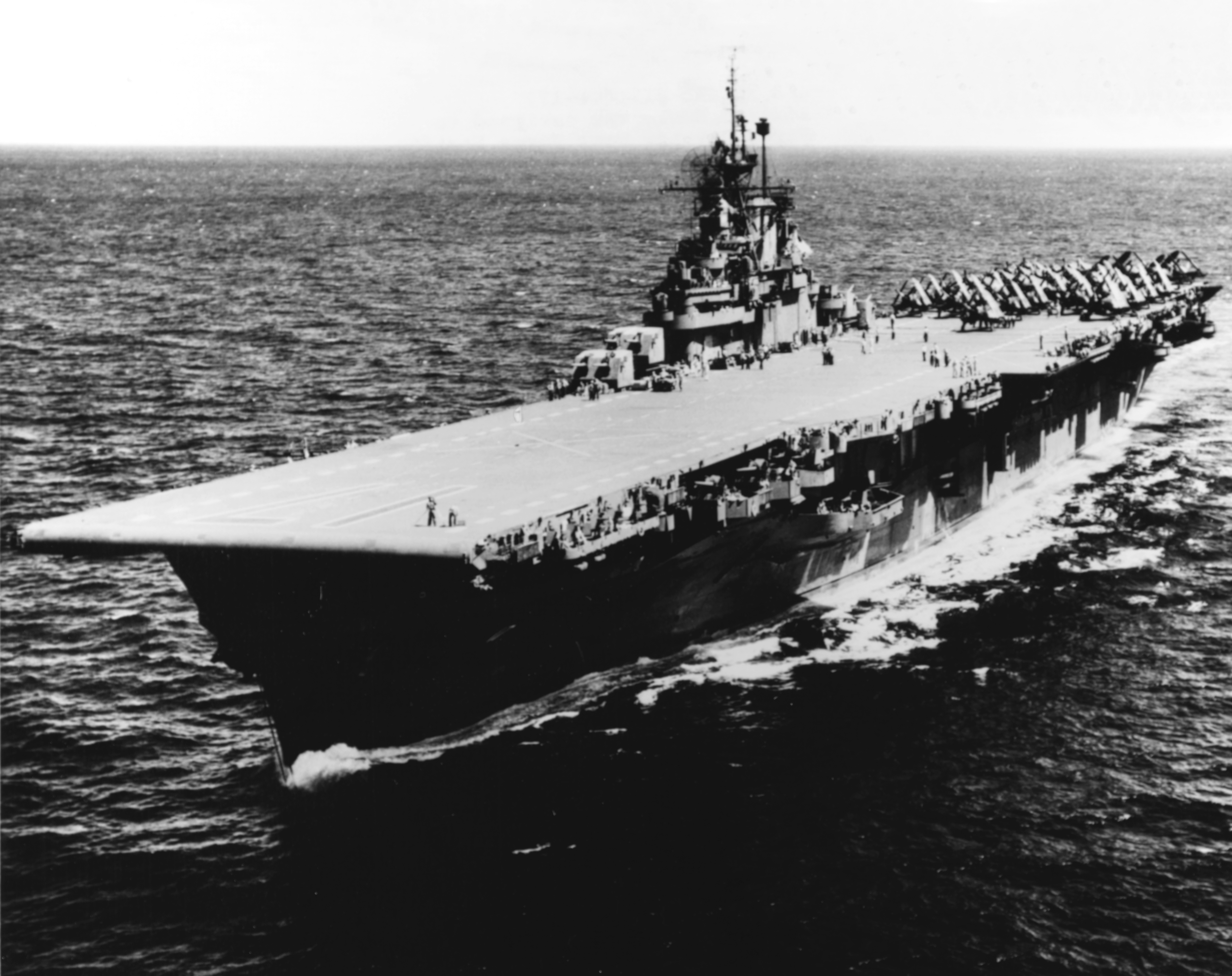
حاملة الطائرات يو إس إس بنكر هيل
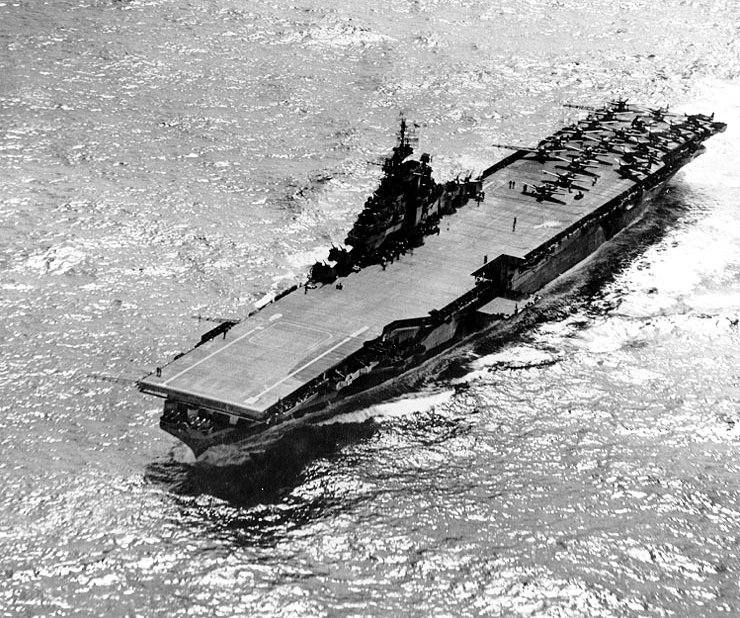
حاملة الطائرات يو إس إس هانكوك
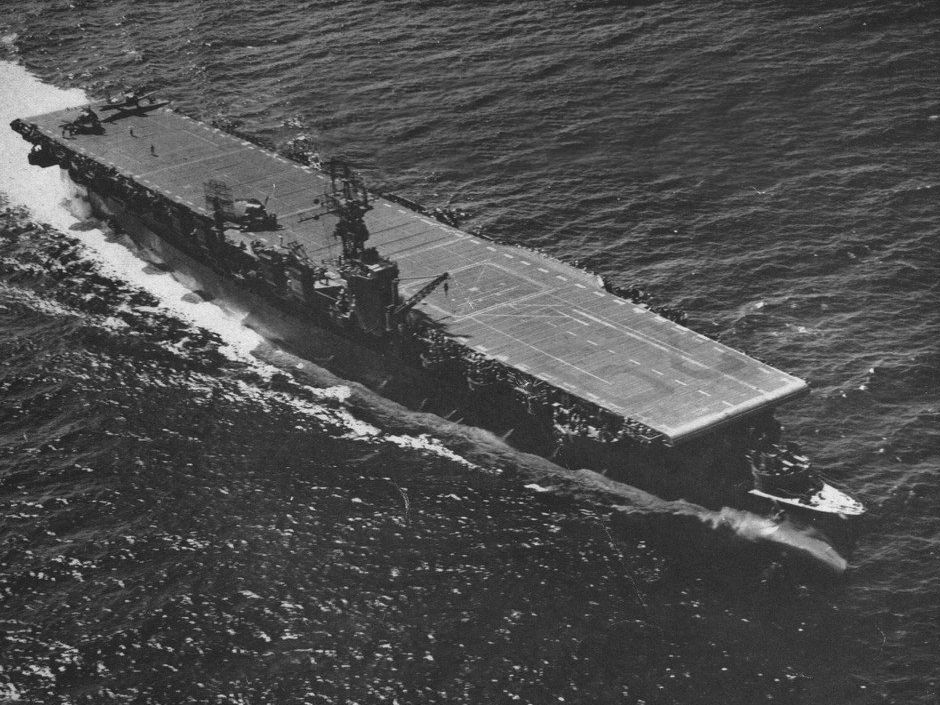
حاملة الطائرات يو إس إس باتان
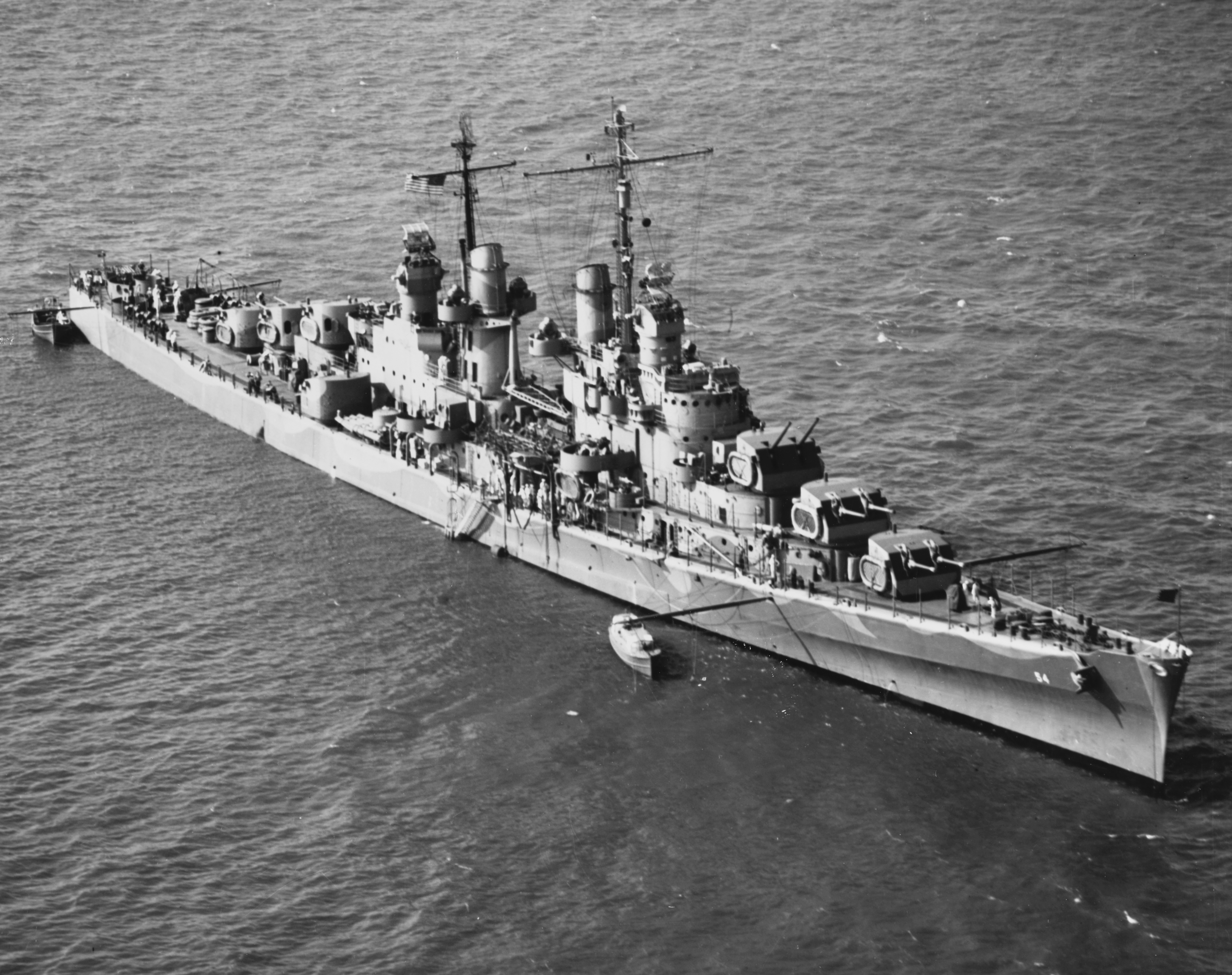
الطراد يو إس إس سان خوان
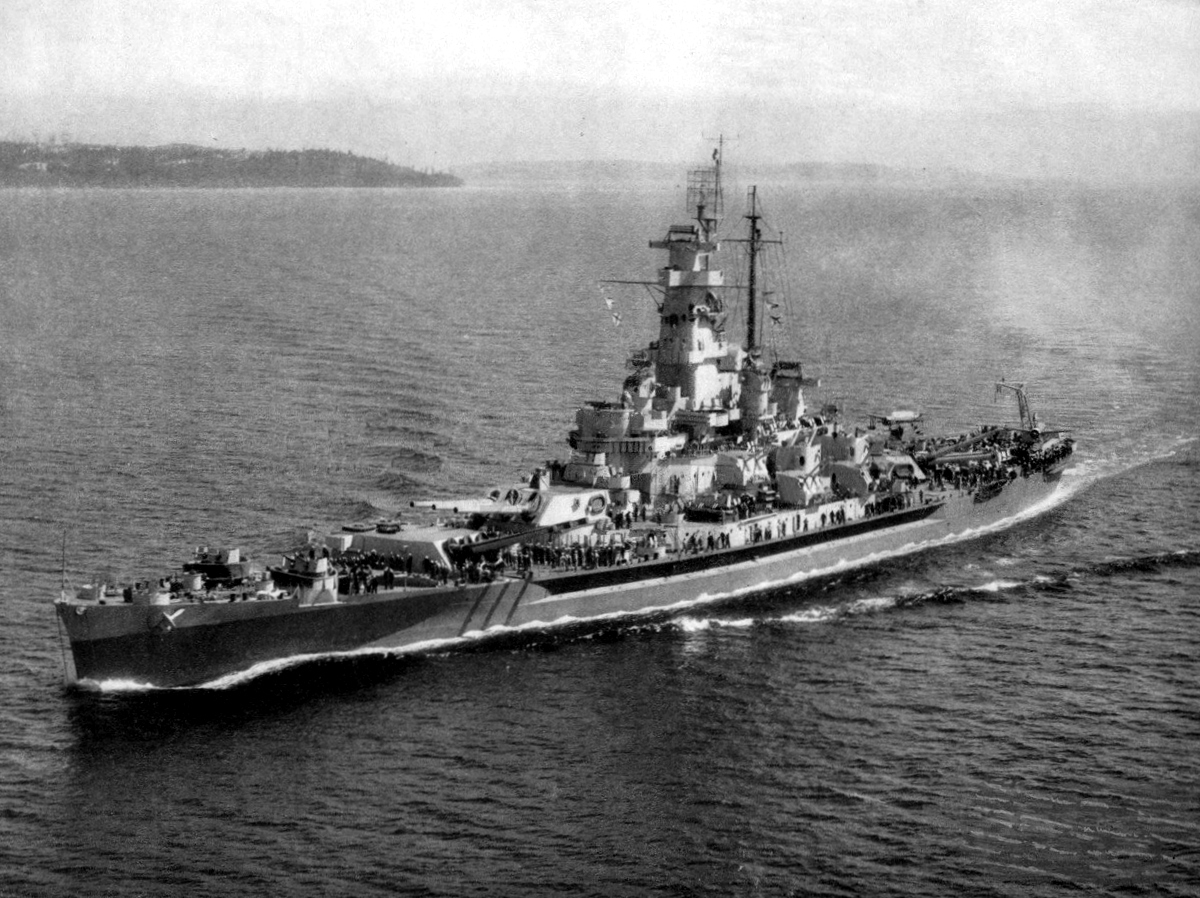
البارجة يو إس إس ماساتشوستس
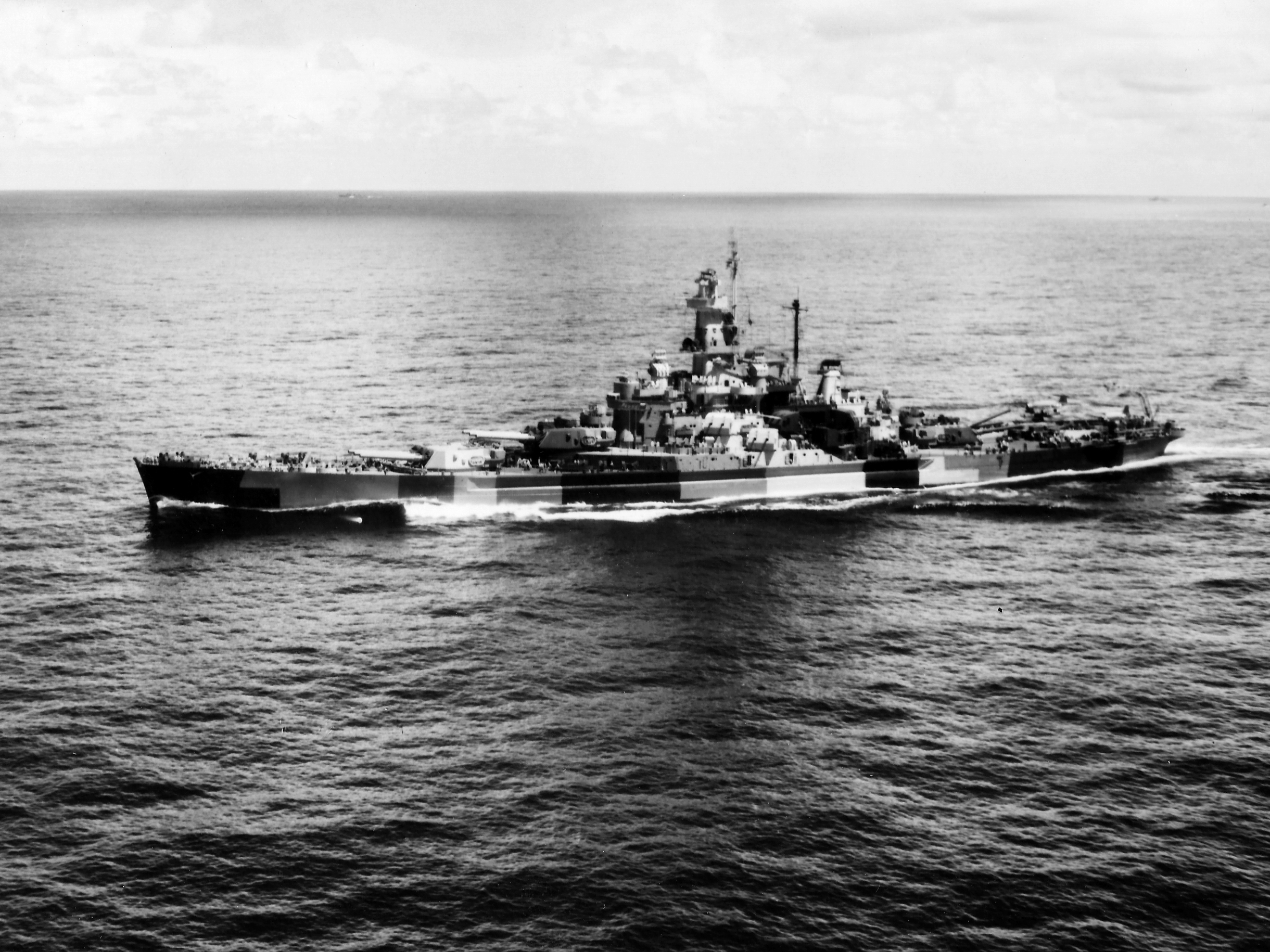
البارجة إنديانا
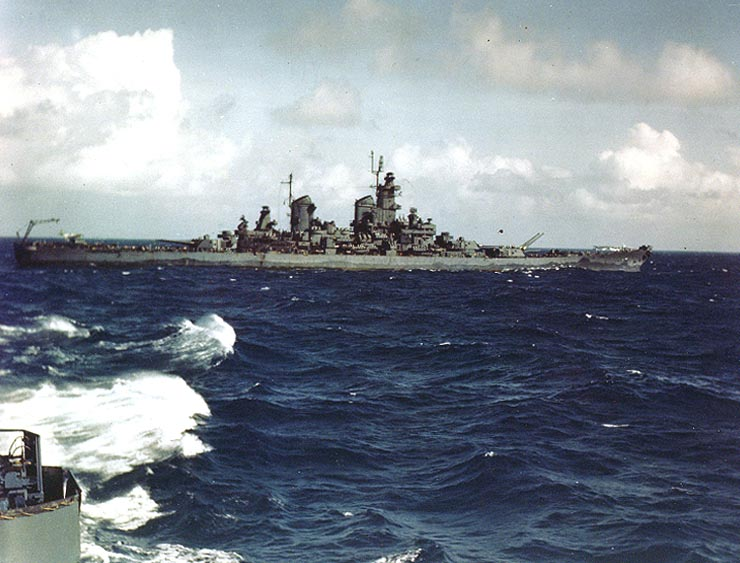
البارجة يو إس إس نيوجيرسي
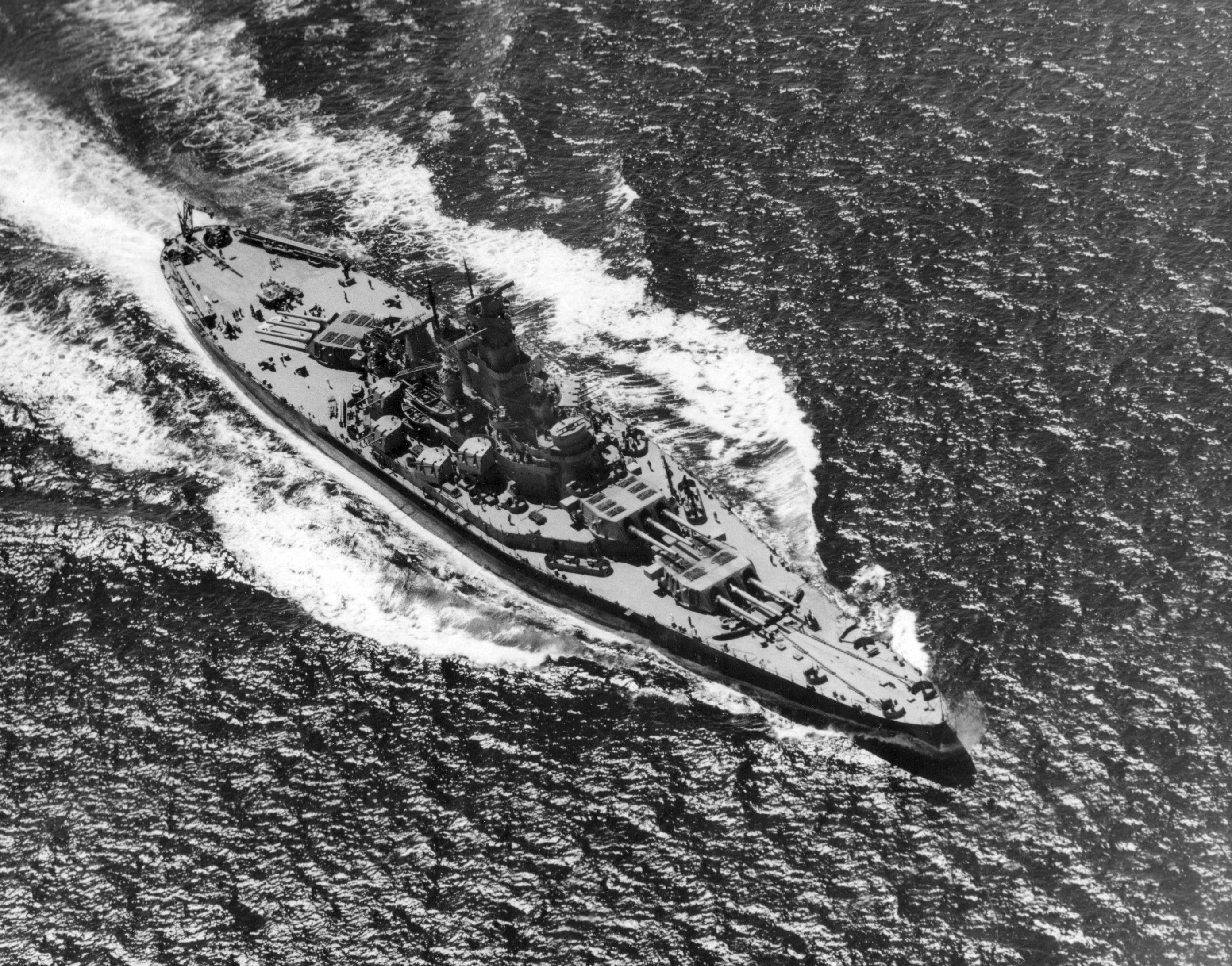
البارجة يو إس إس ساوث داكوتا
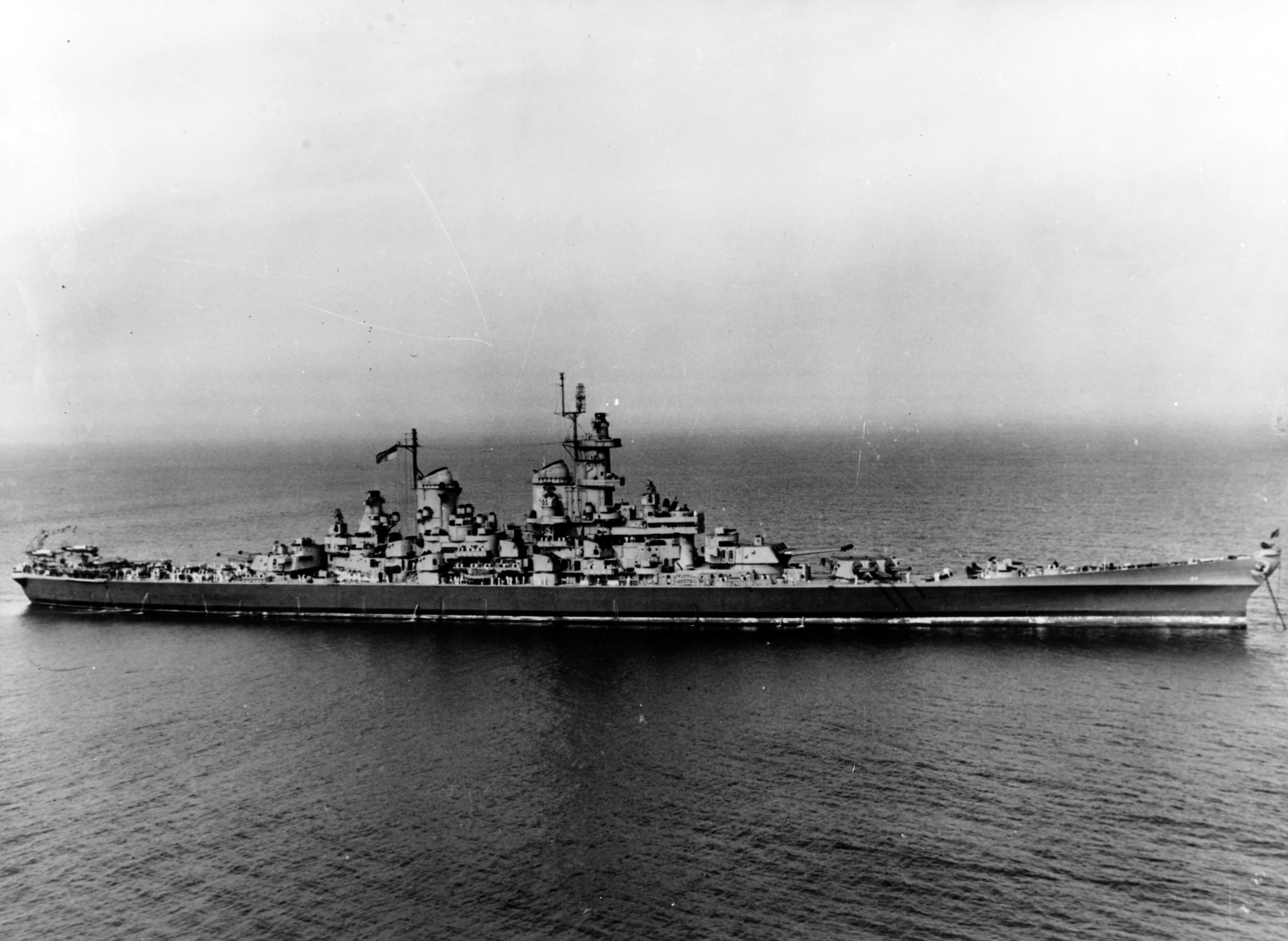
البارجة يو إس إس ويسكونسن
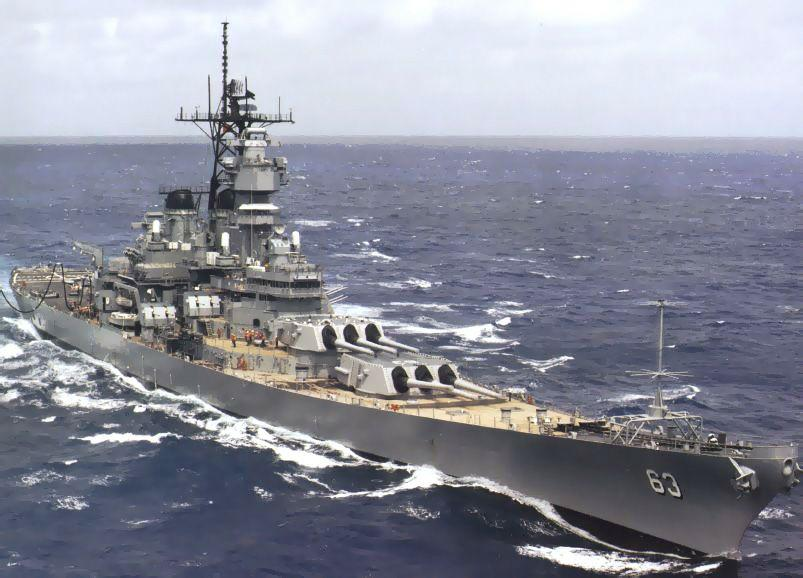
البارجة يو إس إس ميسوري
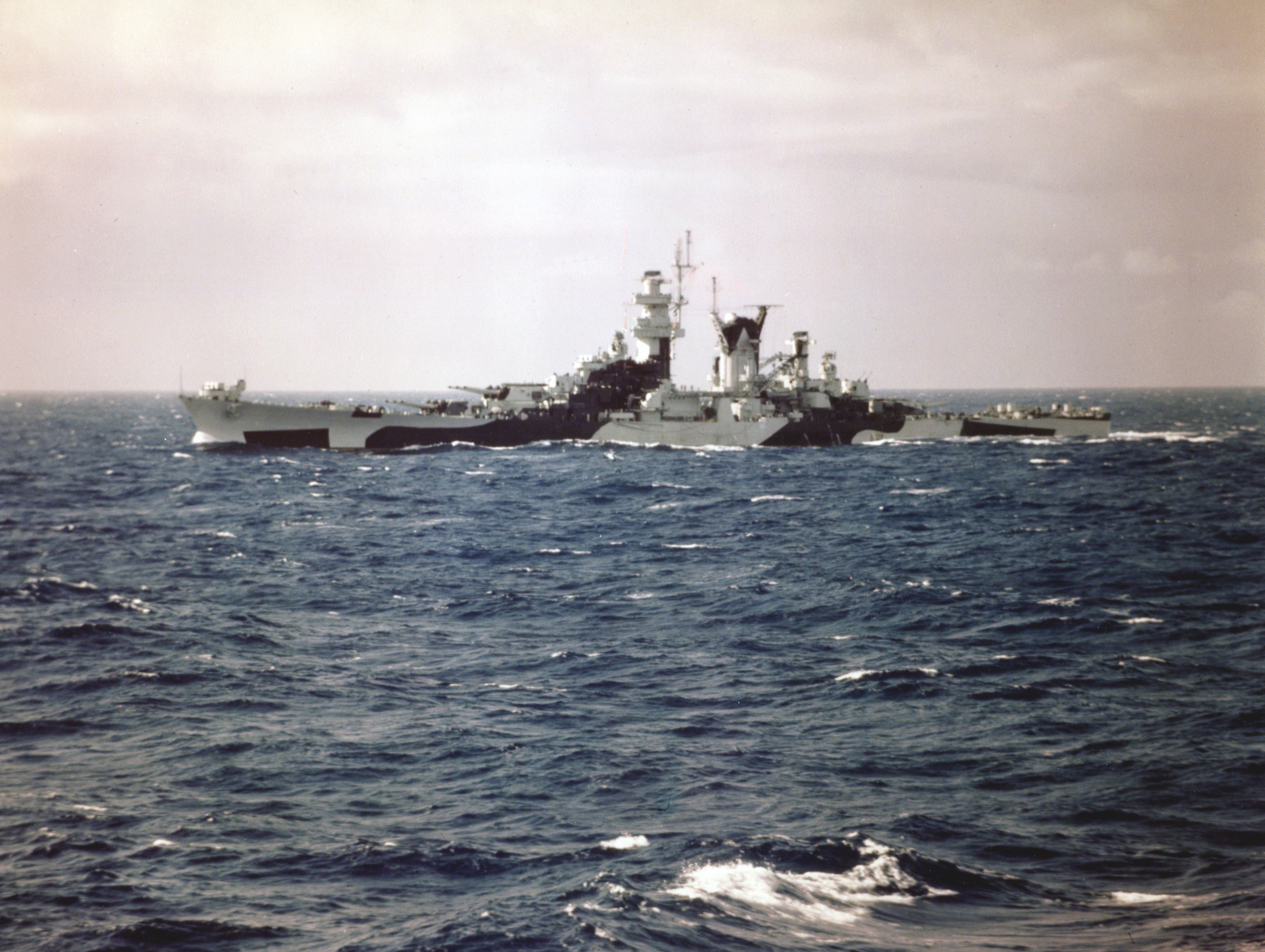
الطراد يو إس إس ألاسكا
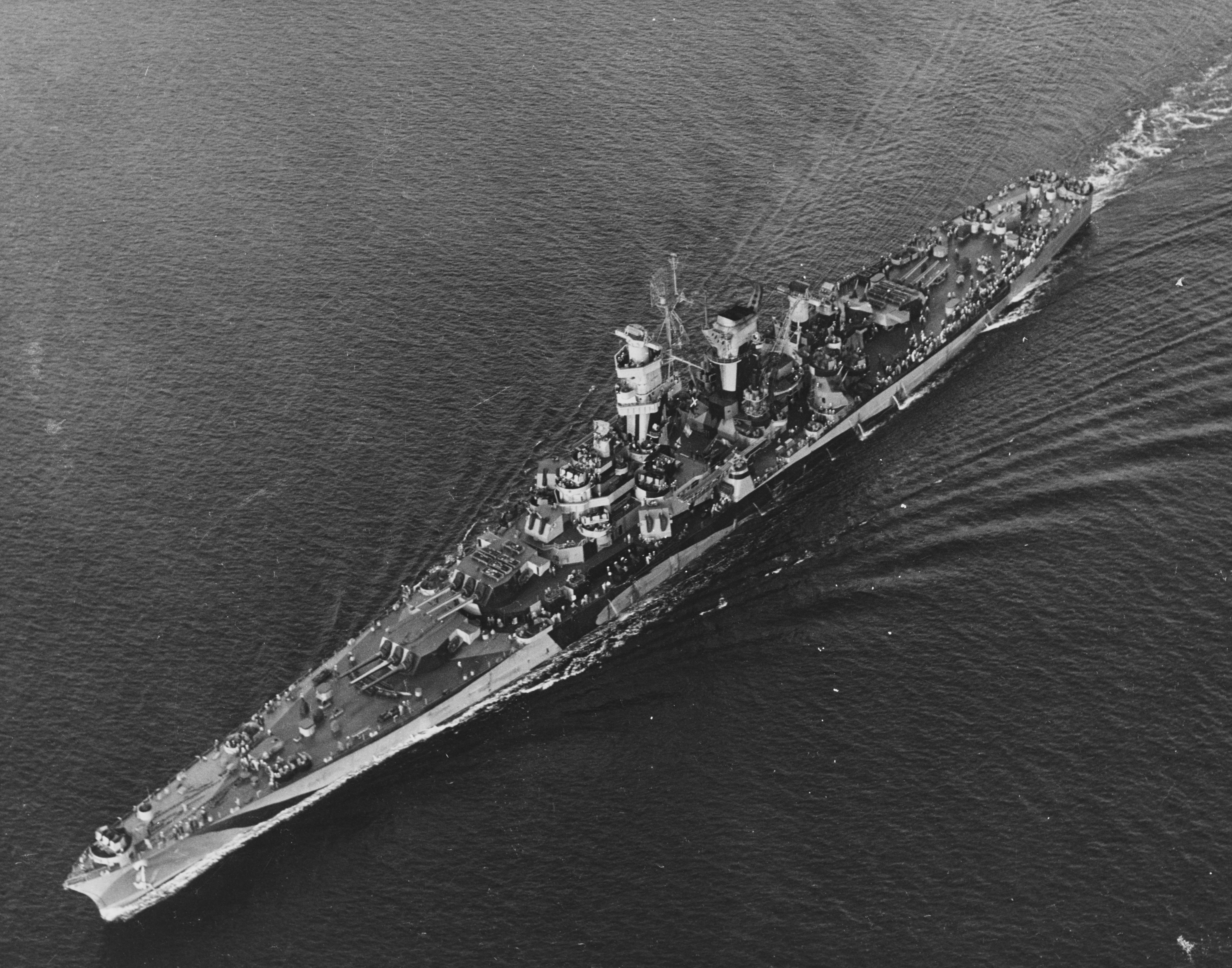
الطراد يو إس إس غوام

### القوات اليابانية
| القوة                     | التوصيف |
| ------------------------- | --- |
| الأسطول المُشترك الياباني  | بقيادة اللواء البحري تويودا سويمو. |
| قوة الهُجوم السطحية الخاصة | بقيادة اللواء البحري سيتشي ايتو (قُتل في المعركة). - 1 بارجة خارقة: ياماتو بقيادة اللواء البحري كوساكو أروجا (قُتل في المعركة). - سرب المُدمرات الثاني (اللواء البحري كيزو كومورا). - 1 طراد خفيف: ياهاجي (بقيادة القبطان تاميتشي هارا). - فرقة المُدمرات 41 (القبطان إم. يوشيدا): فويوتسوكي، سوزوتسوكي. - فرقة المُدمرات 17 (النقيب كيه. شينتاني- قُتل في المعركة): إيسوكازي، هاماكازي ويوكيكازي. - فرقة المُدمرات 21 (النقيب إيتش. كوتاكي- قُتل في المعركة): أساشيمو، كاسومي وهاتسوشيمو. |

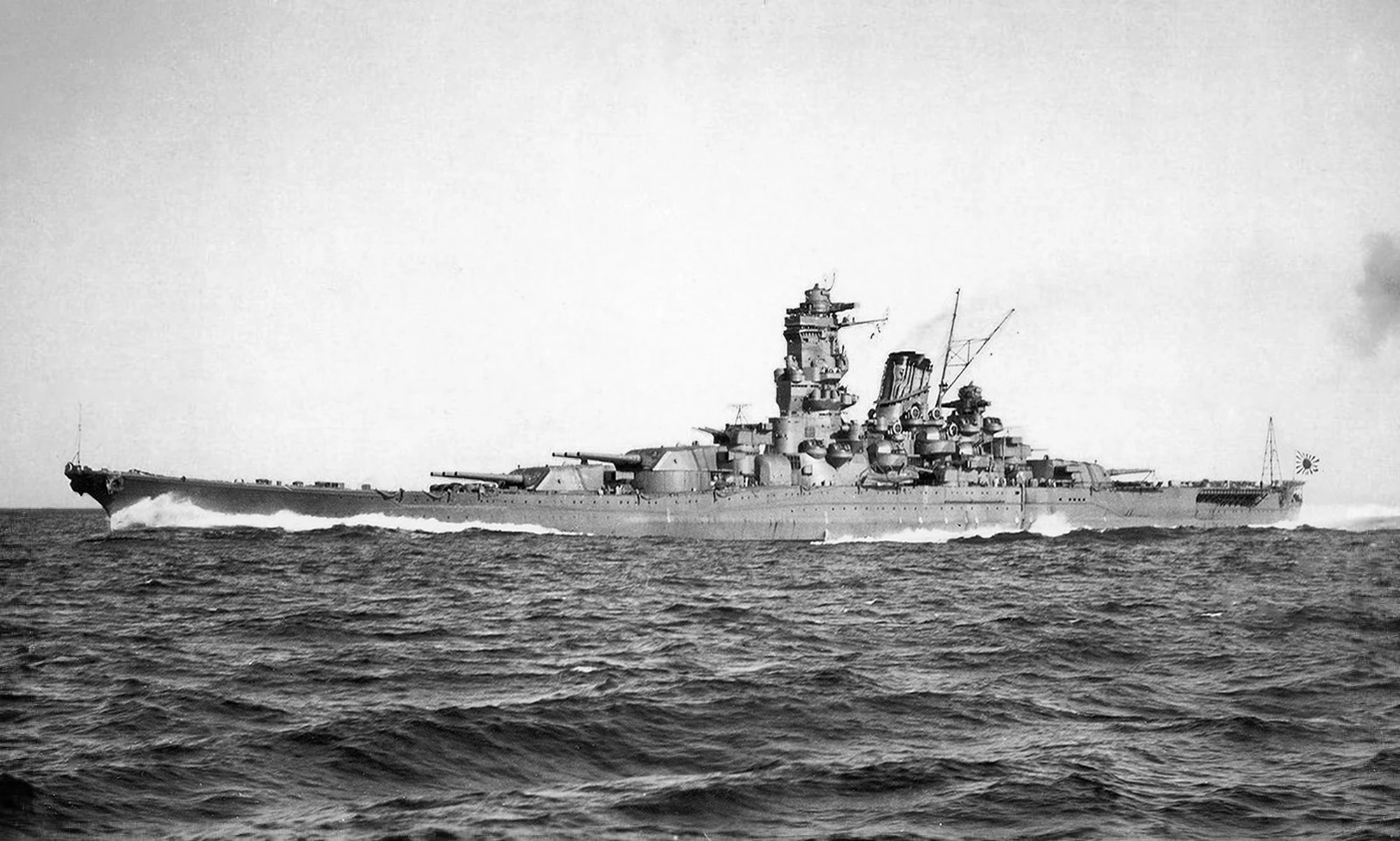
البارجة ياماتو درة البحرية الإمبراطورية اليابانية وأضخم بارجة حربية في التاريخ
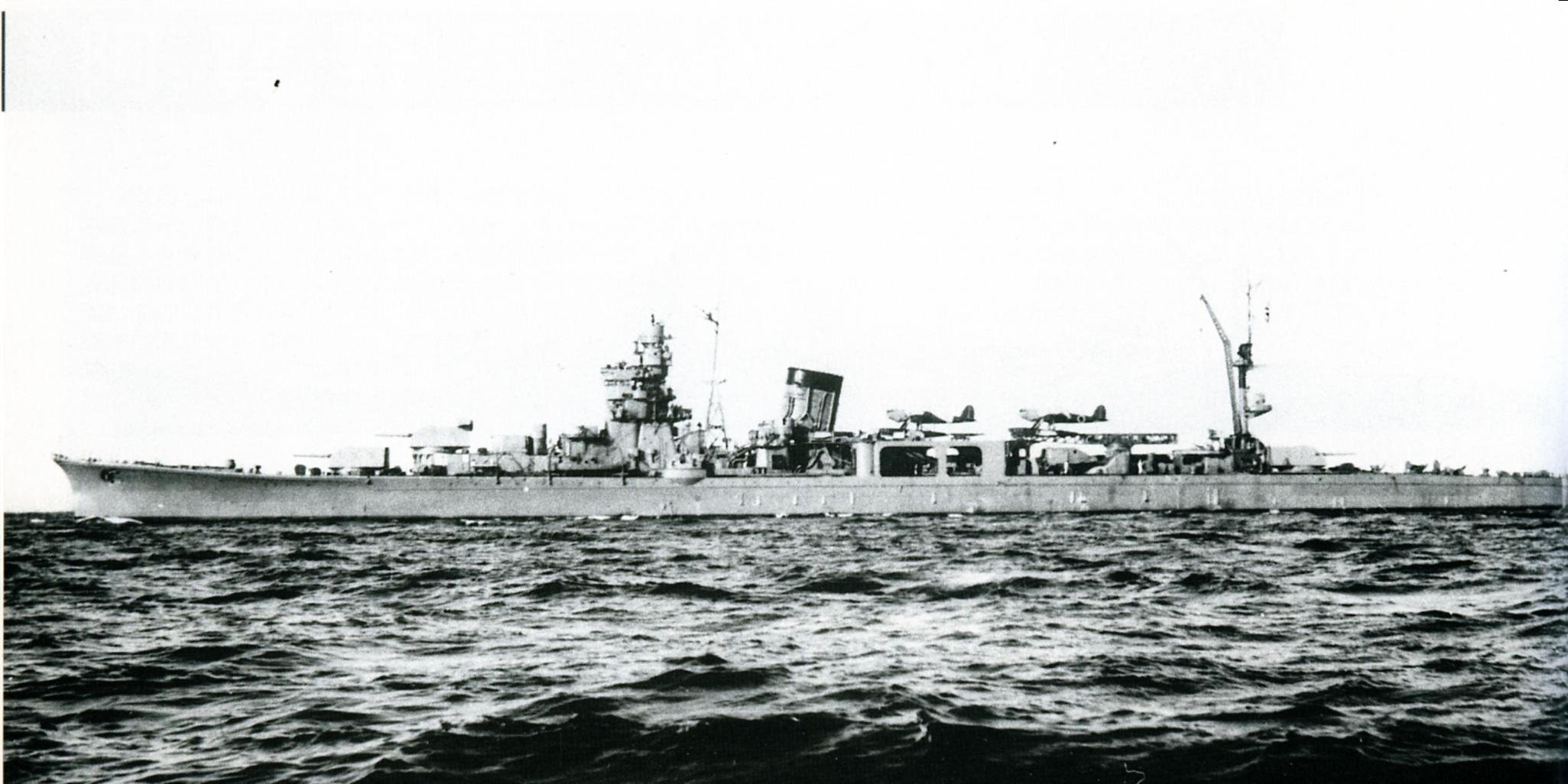
الطراد ياهاجي
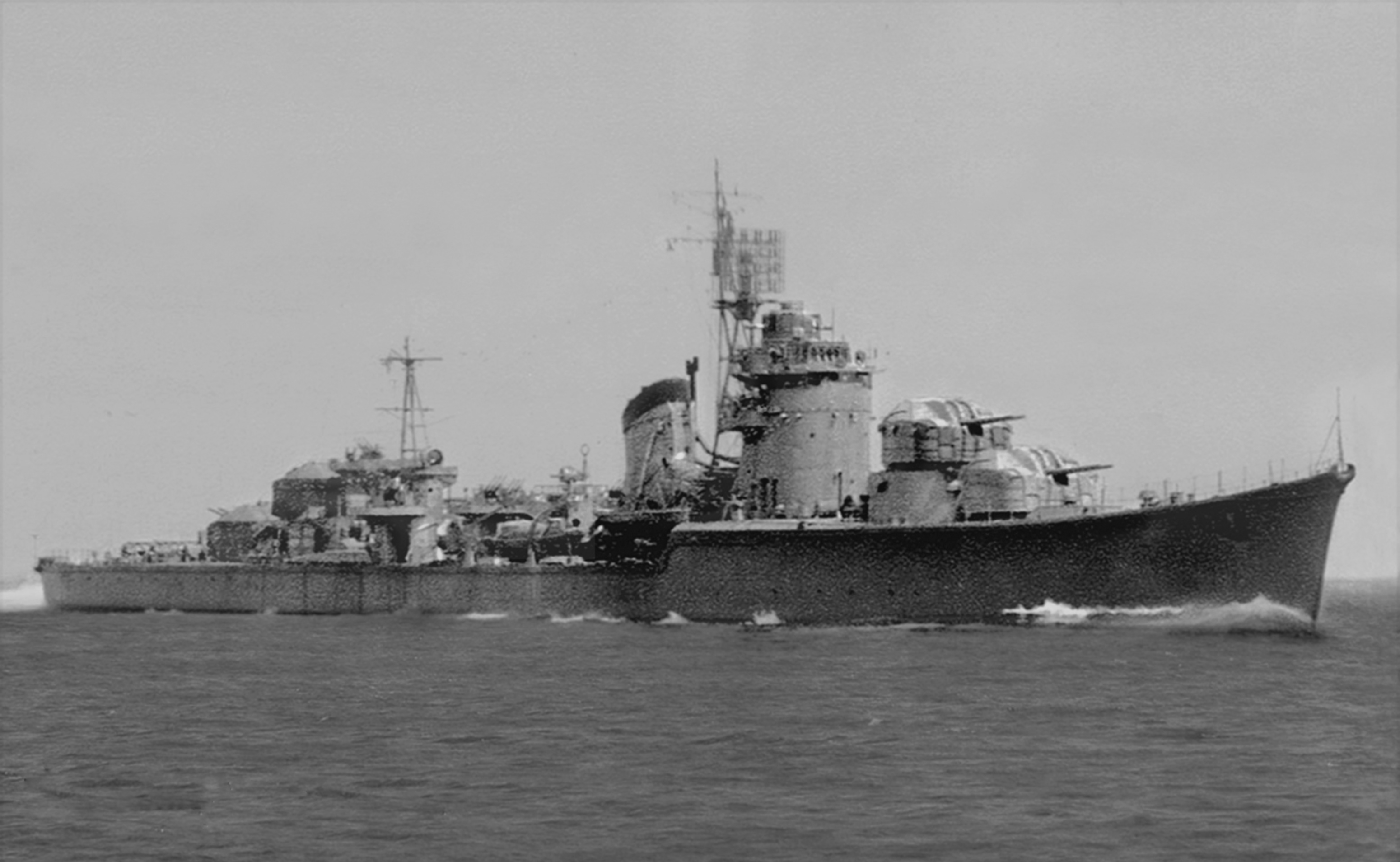
المُدمرة فويوتسوكي
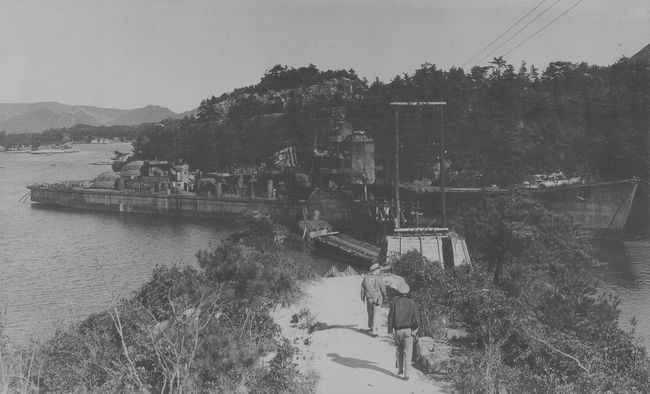
المُدمرة سوزوتسوكي بعد نهاية الحرب
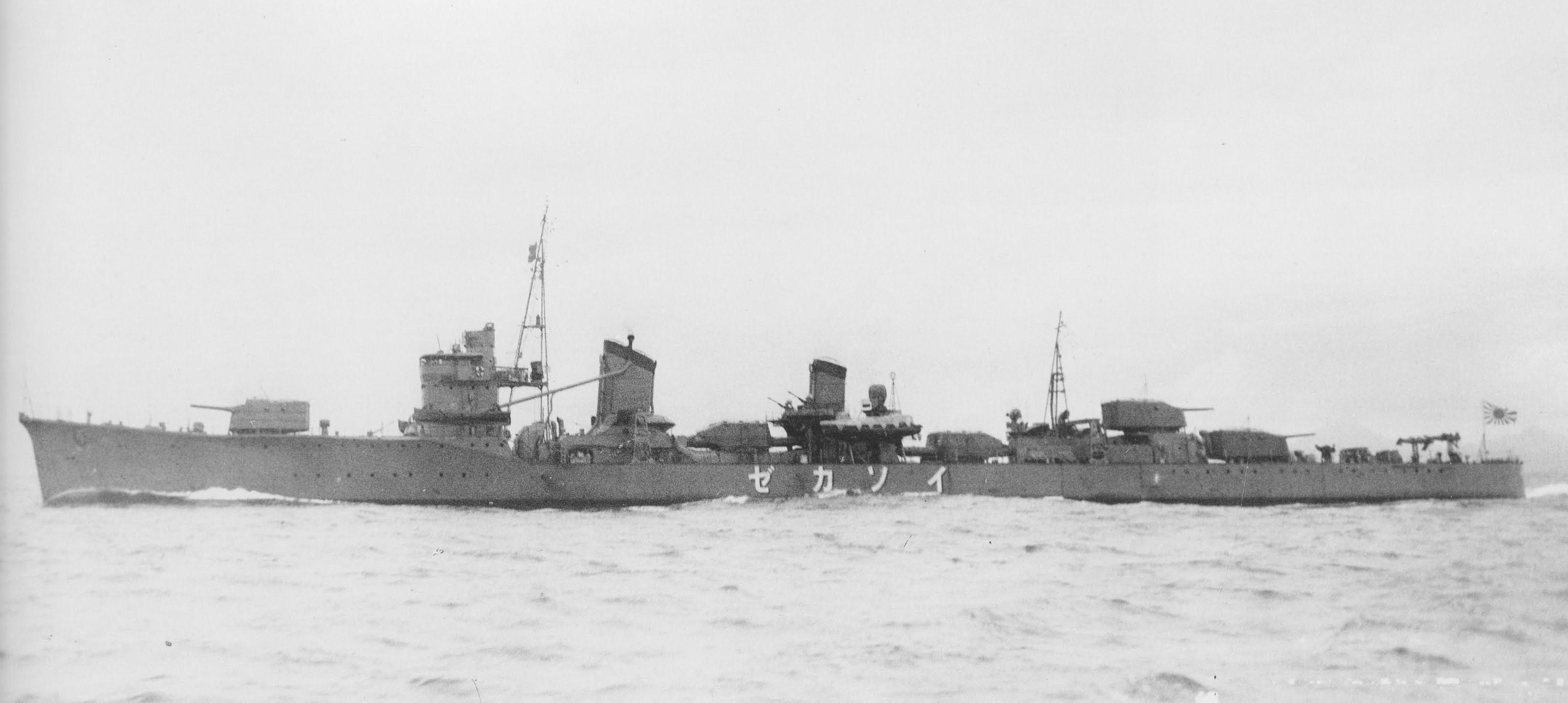
المُدمرة إيسوكازي
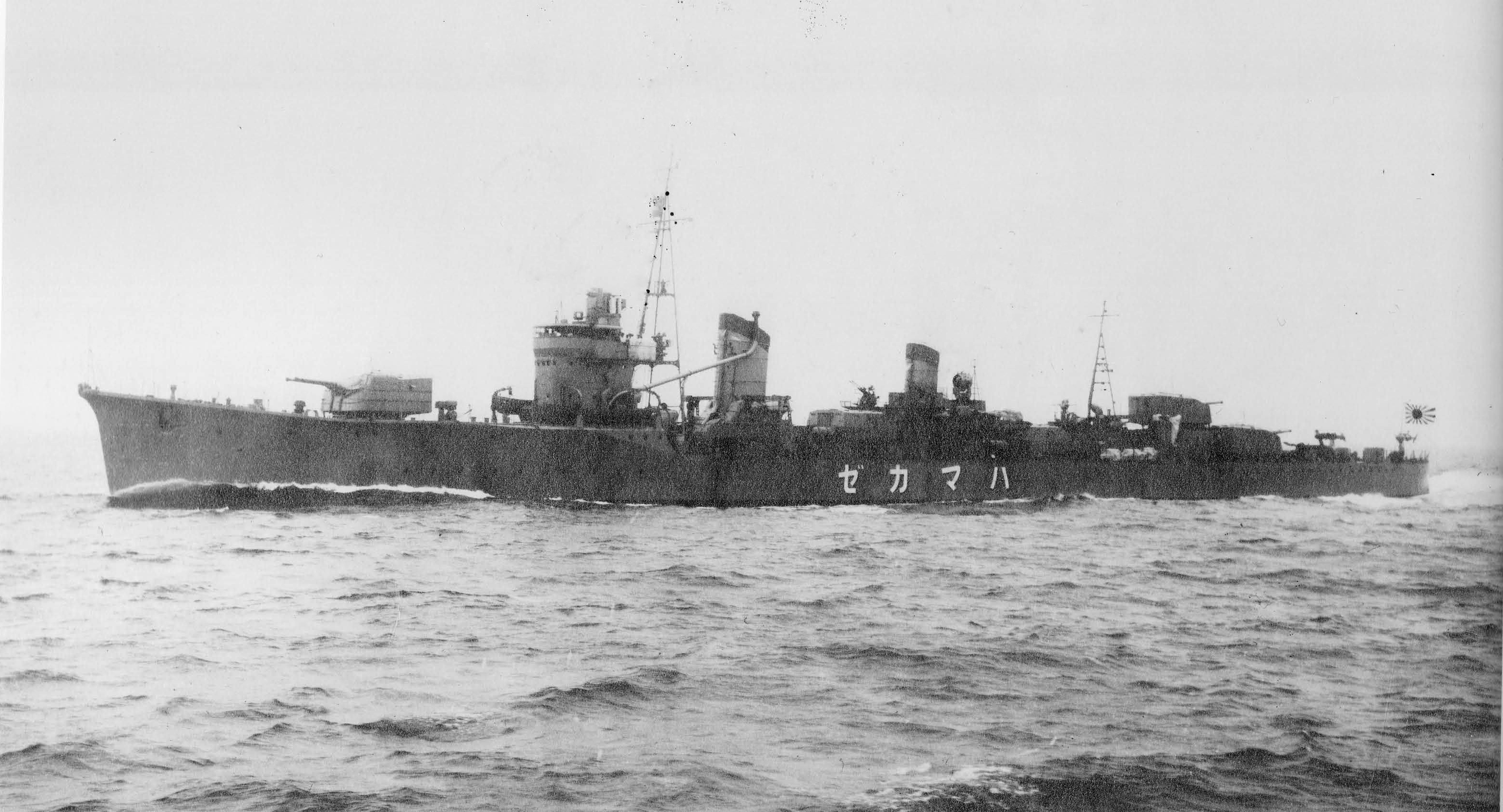
المُدمرة هاماكازي
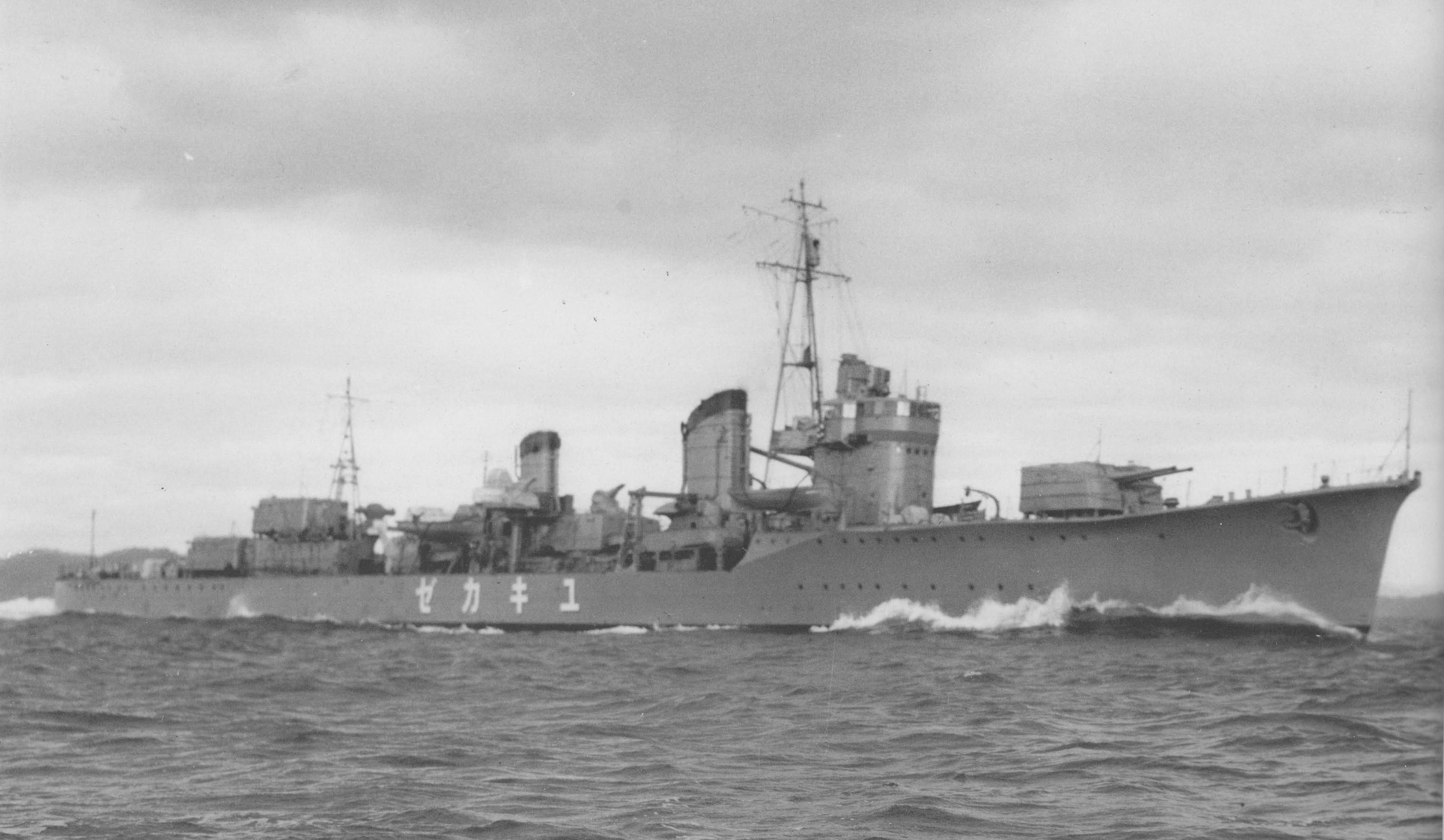
المُدمرة يوكيكازي
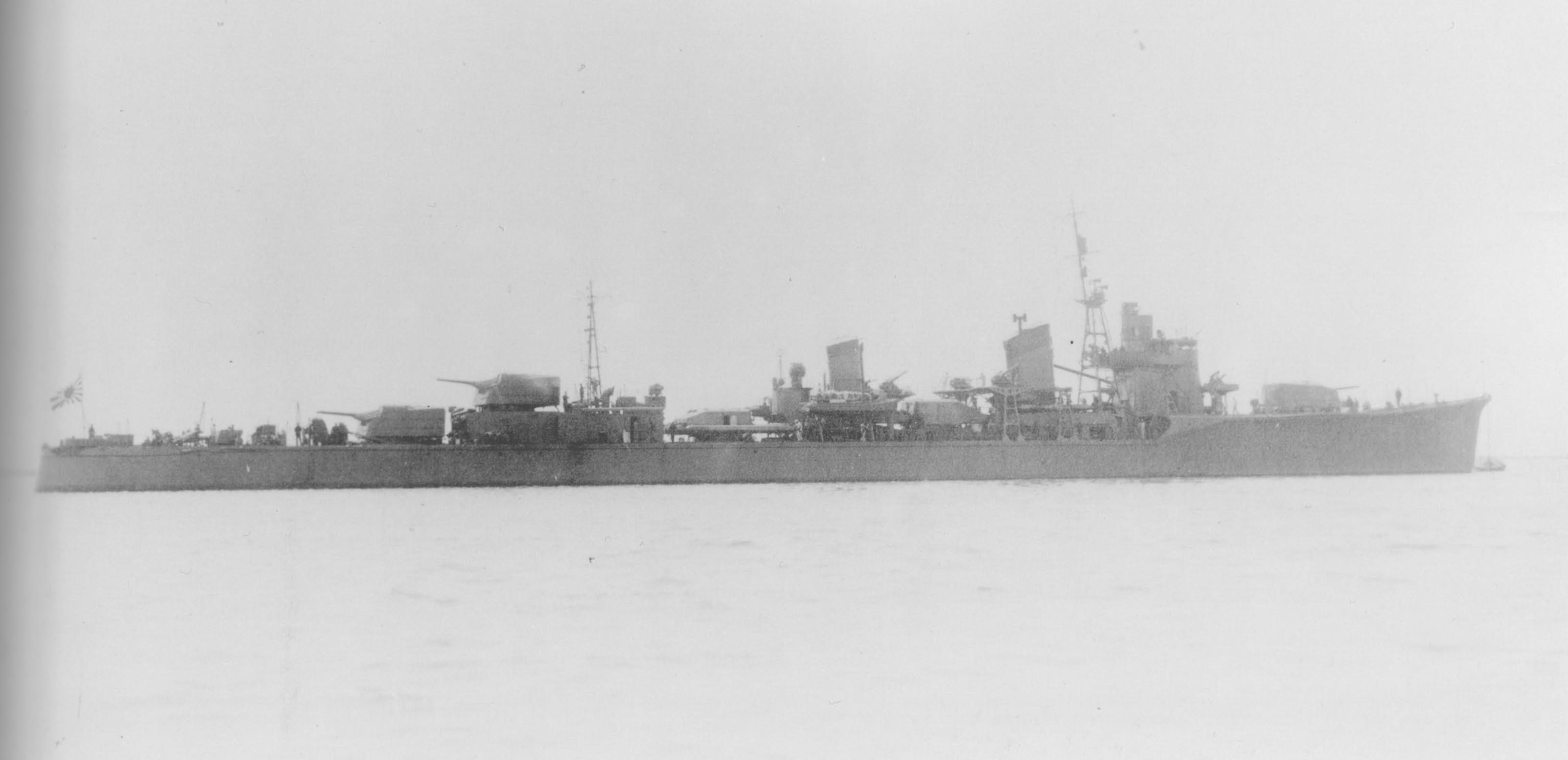
المُدمرة أساشيمو
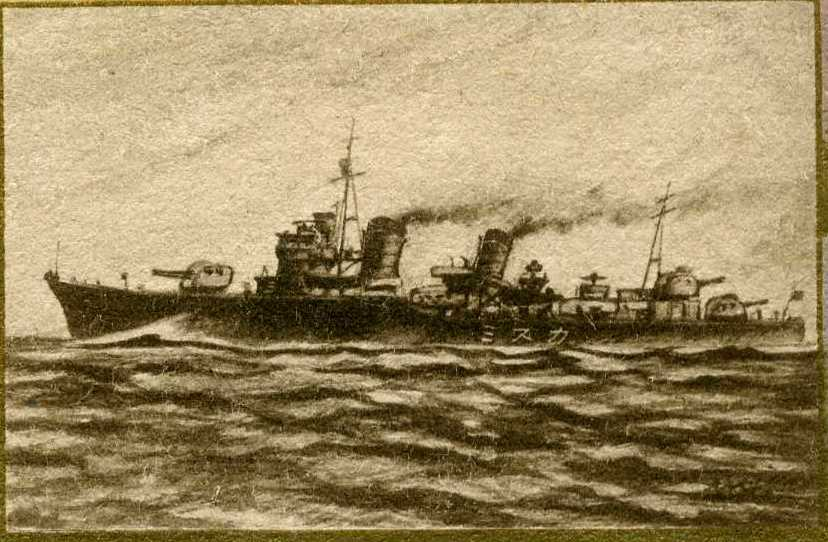
المُدمرة كاسومي
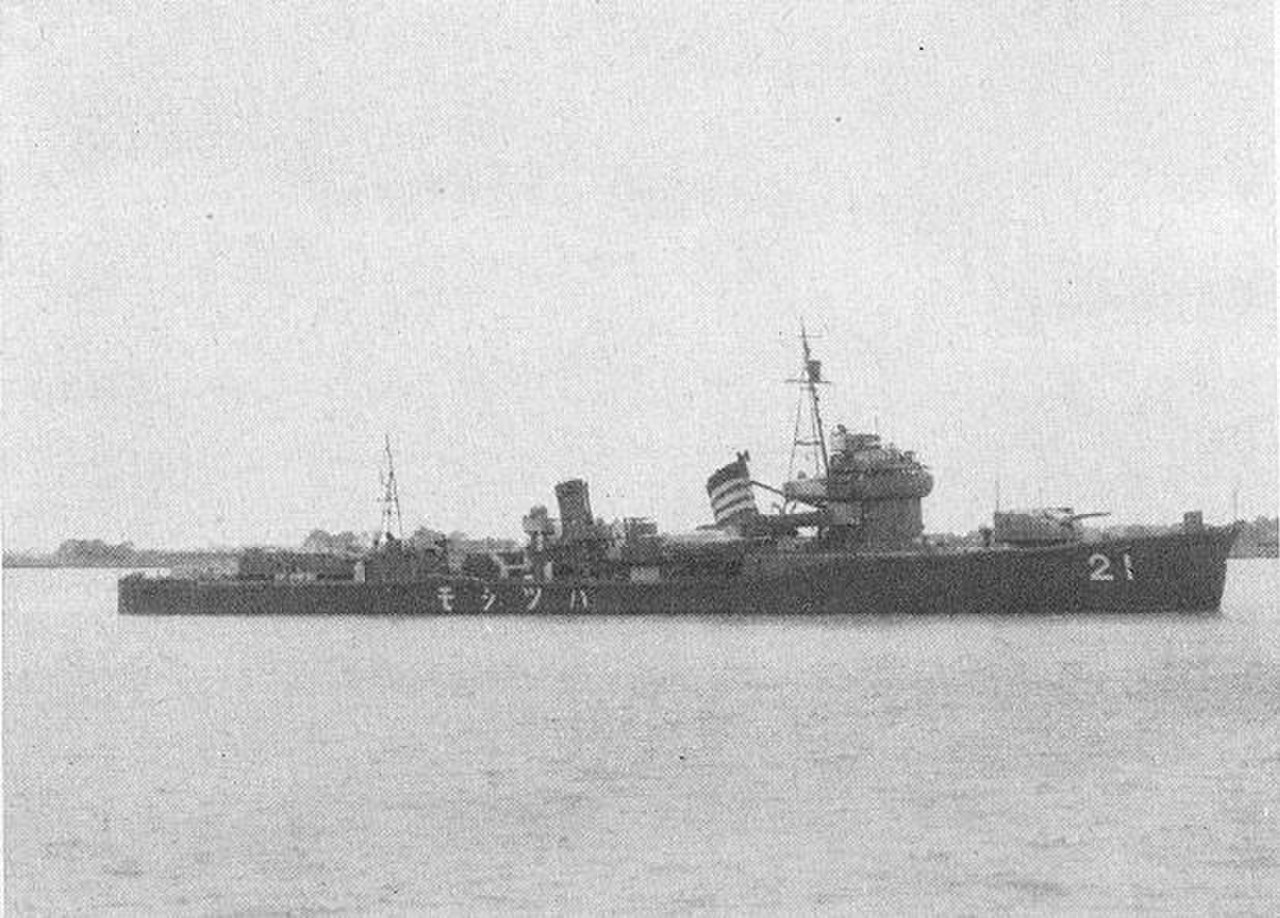
المُدمرة هاتسوشيمو

## أبرز القادة المشاركين في العملية

### القادة الأمريكيون
| الاسم والصورة | الأدميرال مارك ميتشر Admiral Marc Mitscher | اللواء البحري جوزيف جيه. كلارك Vice Admiral Joseph J. Clark | اللواء البحري فورست شيرمان Vice Admiral Forrest Sherman | الأدميرال فريدريك س. شيرمان Admiral Frederick C. Sherman | الأدميرال ريموند سبروينس Admiral Raymond A. Spruance |
| المنصب        | قائد قوة مهام حاملات الطائرات السريعة      | قائد قوة المهام 58.1                                        | قائد قوة المهام 58.3                                    | قائد فرقة حاملات الطائرات الضاربة 2                      | قائد الأسطول الخامس الأمريكي                         |

### القادة اليابانيون
| الاسم والصورة | الأدميرال ريونوسوكي كوساكا 草鹿龍之介 | اللواء البحري سيتشي ايتو 伊藤整一 | اللواء البحري كيزو كومورا 古村啓蔵 | اللواء البحري كوساكو أروجا 有賀幸作 | القبطان تاميتشي هارا 原為一 |
| المنصب        | قائد الأسطول المشترك الياباني         | قائد قوة الهُجوم اليابانية         | قائد سرب المُدمرات الثاني           | قائد ياماتو                         | قائد ياهاجي                 |

## معرض صور المعركة

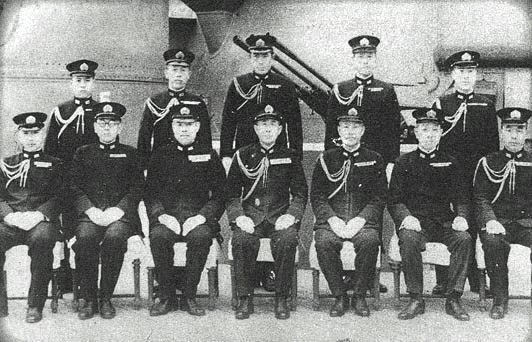
كبار ضباط ياماتو يتوسطهم اللواء البحري كوساكو أروجا في الصف الأول
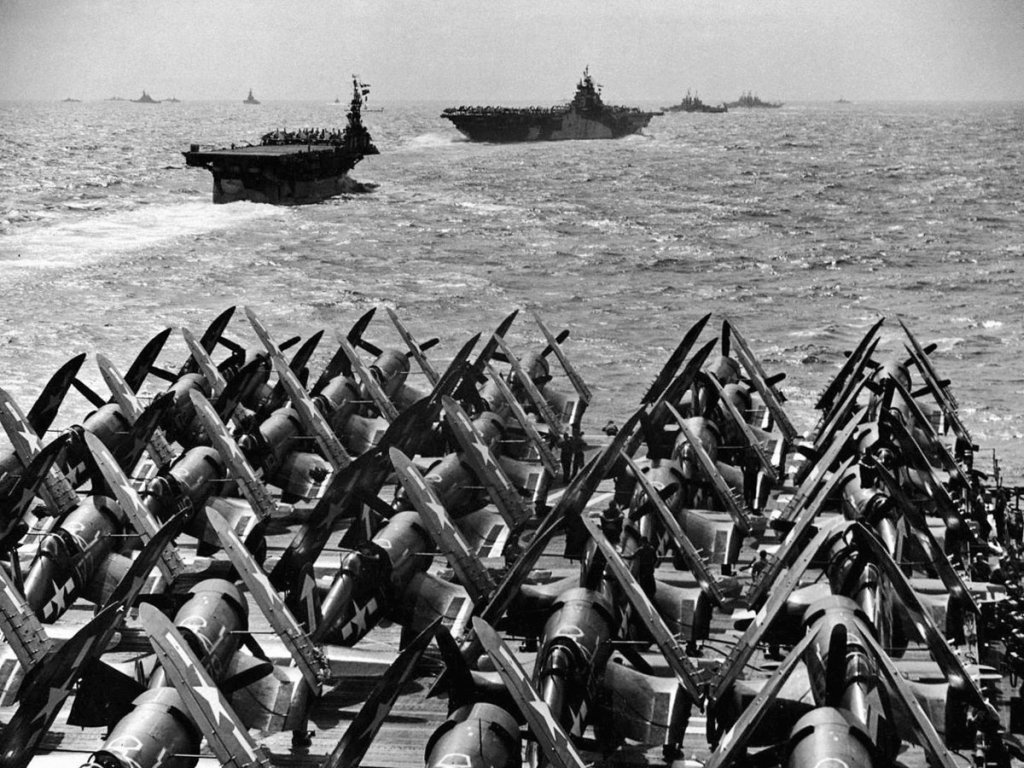
قوة المهام 58.3 من على متن حاملة الطائرات يو إس إس إسكس
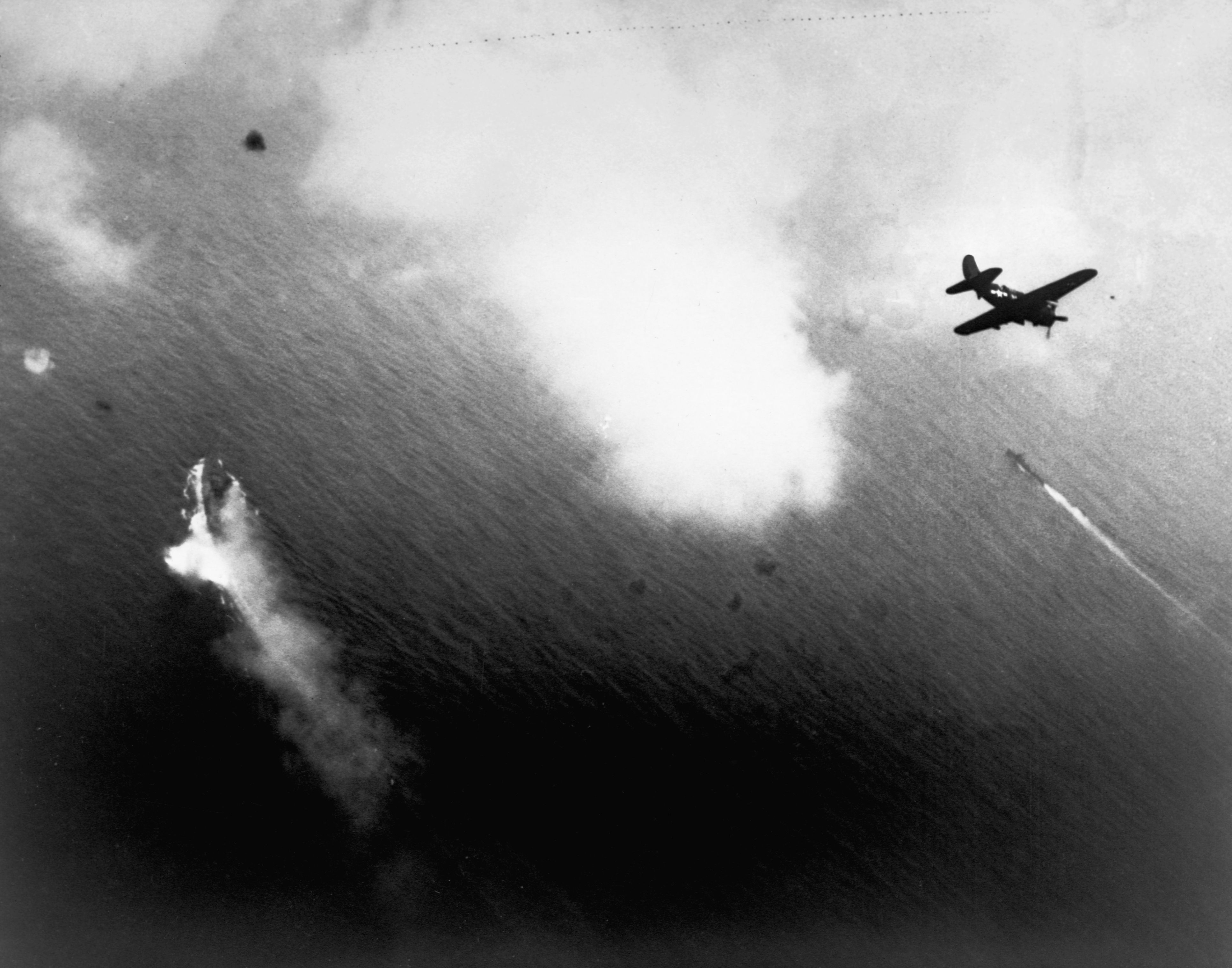
الطائرات الأمريكية تهاجم ياماتو
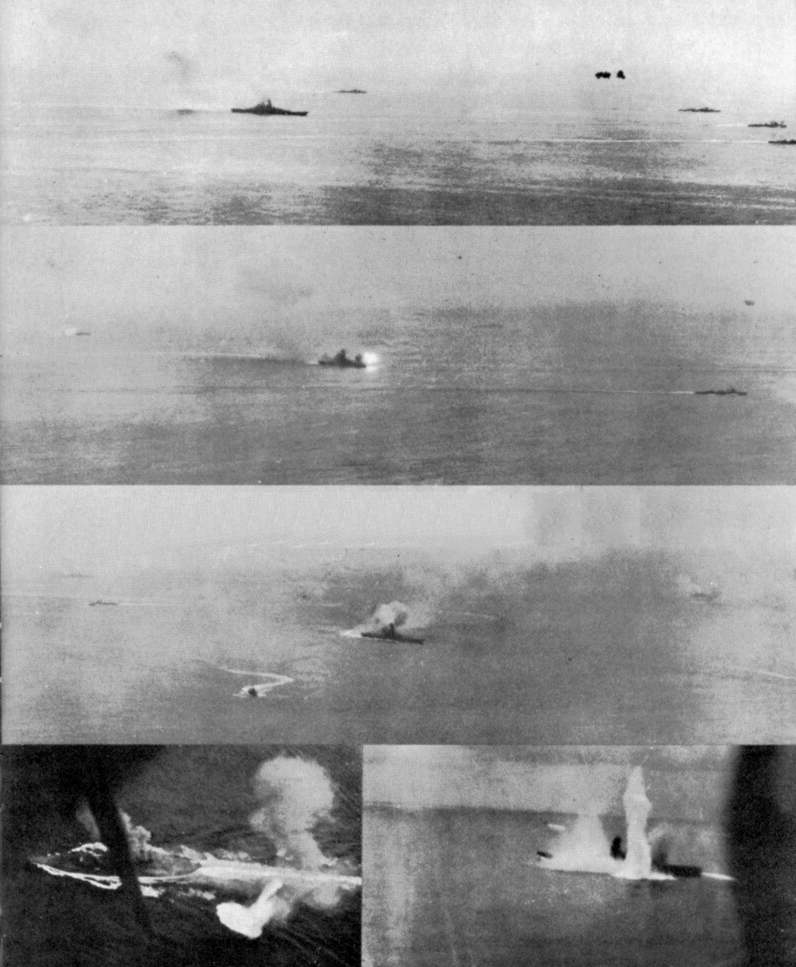
ياماتو تحت القصف الأمريكي المكثف
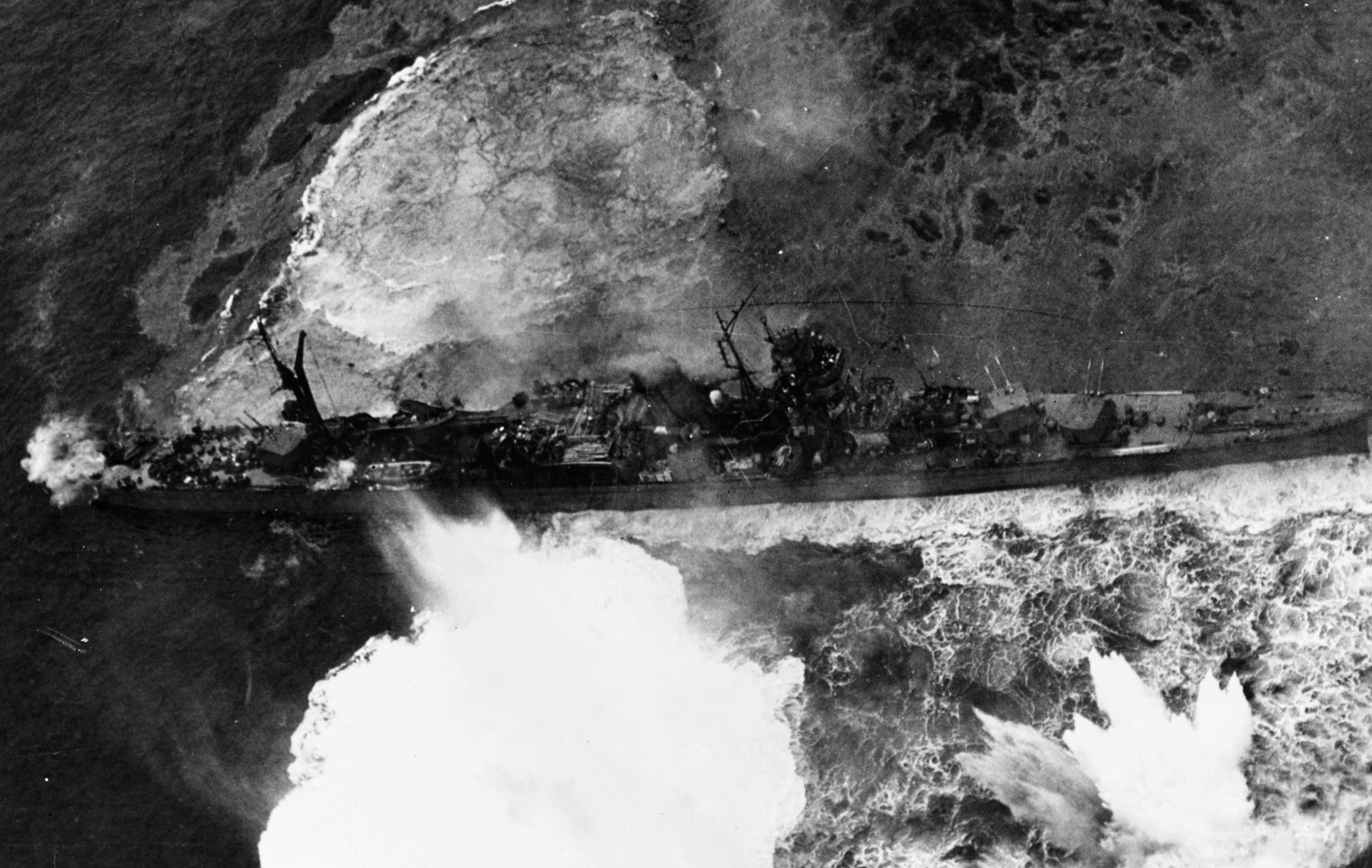
الطراد ياهاجي في لحظاته الأخيرة
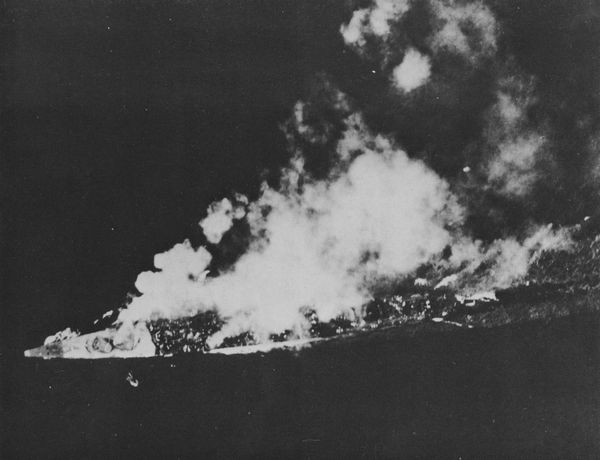
المُدمرة سوزوتسوكي تحت قصف ناري شديد
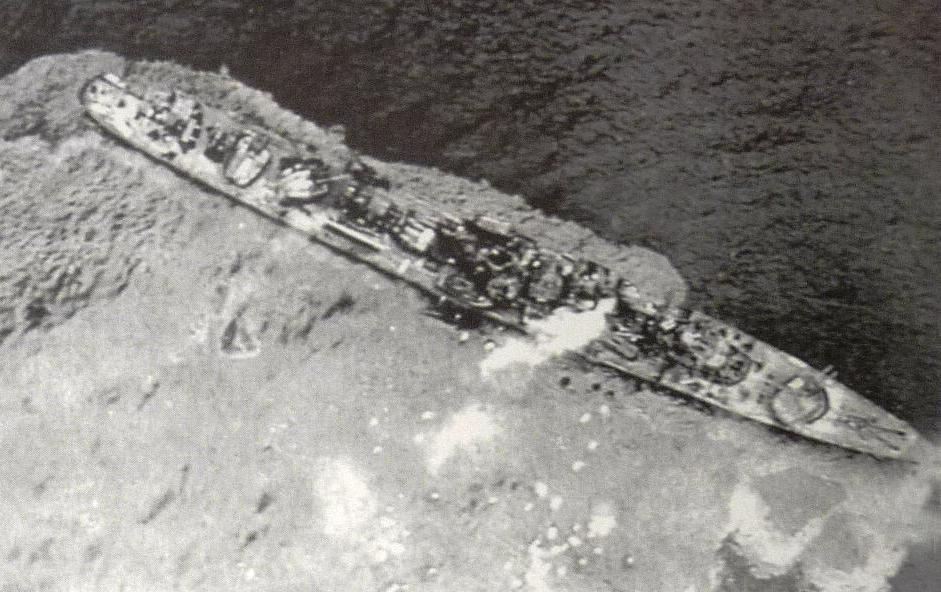
المُدمرة أساشيمو قبل لحظات من غرقها بواسطة هجمات الطائرات الأمريكية
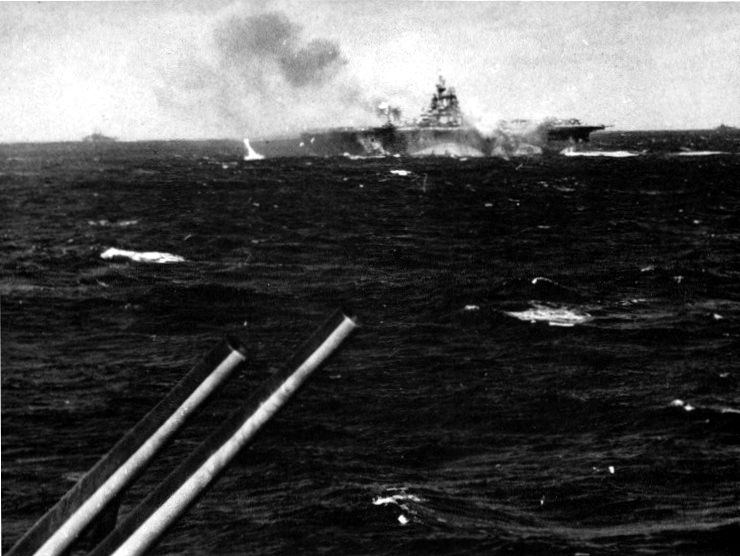
حاملة الطائرات يو إس إس هانكوك تتعرض لهجمات الكاميكازي
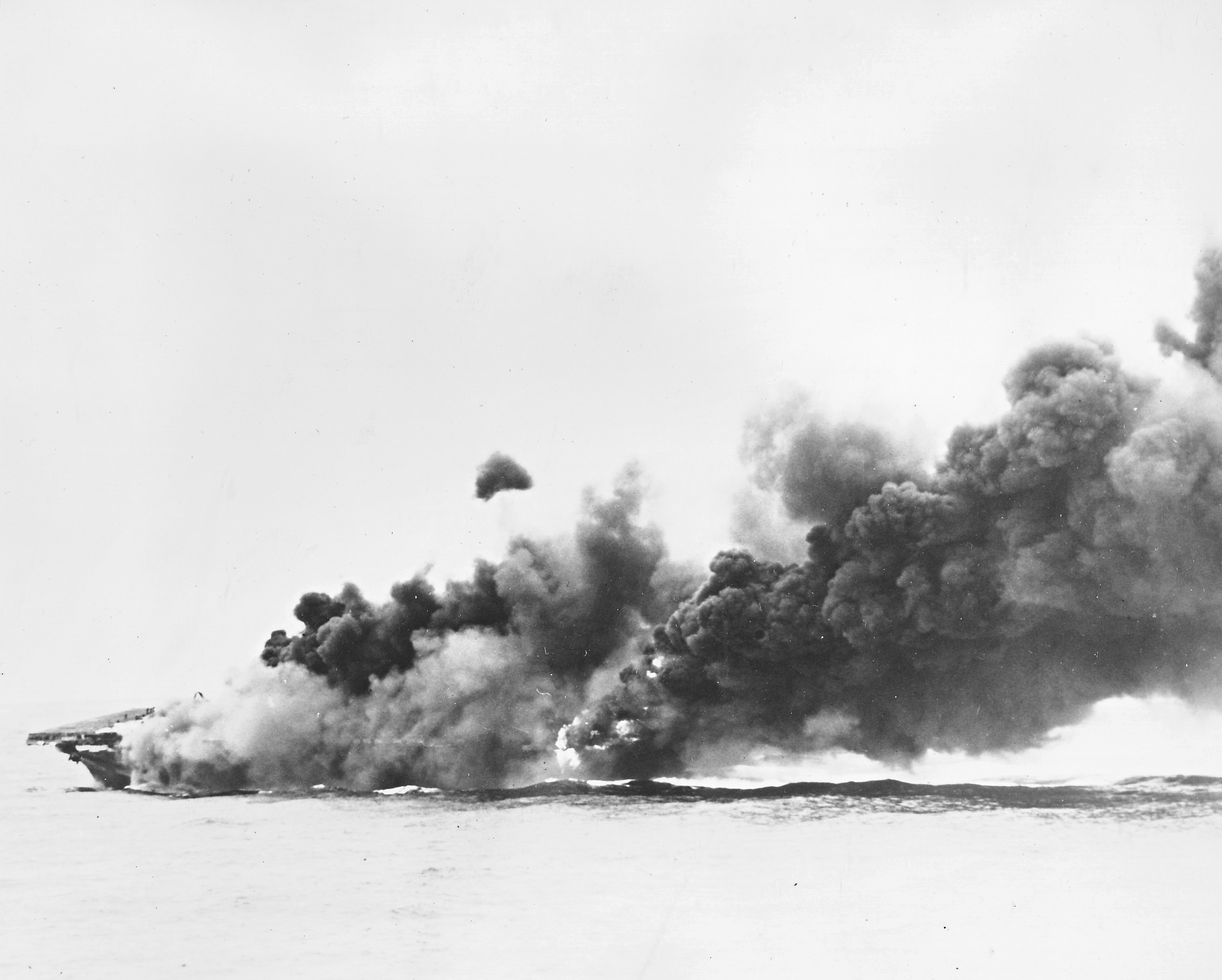
هانكوك تحترق عقب هجمات الكاميكازي
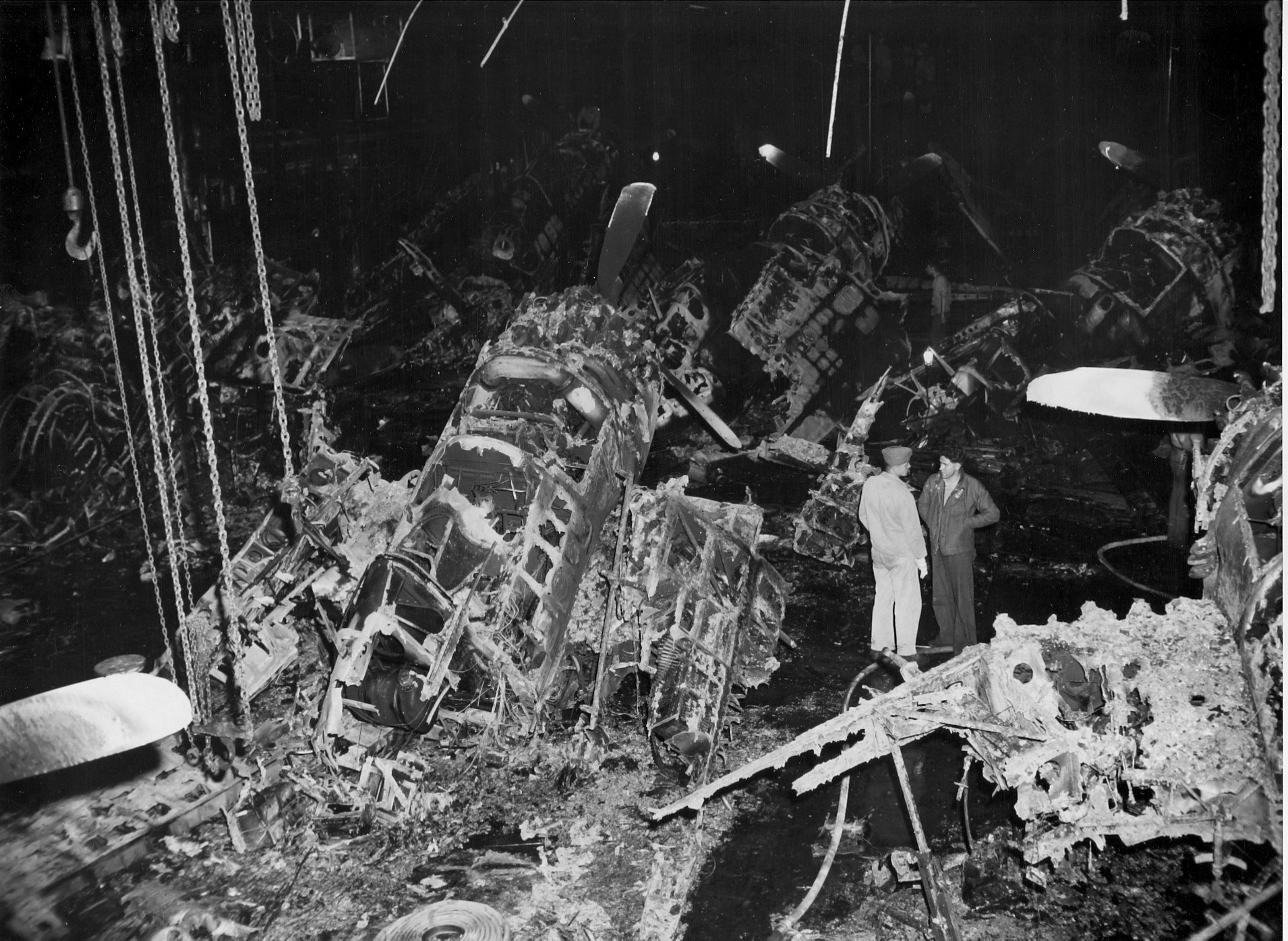
حطام طائرات الحاملة هانكوك بعد إصابتها بهجمات الكاميكازي مما أجبرها على العودة إلى أمريكا بعد خسارة 62 بحاراً من طاقمها وإصابة 71 آخرين

### فهرس المراجع
1. ↑  Abe 1994.
2. ↑  Yamato’s Final Mission: Operation Ten-Go نسخة محفوظة 9 يناير 2020 على موقع واي باك مشين.
3. ↑  Operation Ten-Go نسخة محفوظة 3 يونيو 2019 على موقع واي باك مشين.
4. ↑  "What did the USN know about Yamato and when?" نسخة محفوظة 11 أغسطس 2019 على موقع واي باك مشين.
5. ↑  "Yamato Museum Leaflet" (PDF). Hiroshima, Japan: Yamato Museum. 2005. مؤرشف من الأصل (PDF) في 2011-06-27. اطلع عليه بتاريخ 2010-04-02.
6. ↑  Yohei Izumida (8 مايو 2016). "Kure to embark on underwater survey of mighty Yamato warship". Asahi Shimbun. مؤرشف من الأصل في 2017-07-28. اطلع عليه بتاريخ 2016-08-22.
7. ↑  LDP lawmakers aim to raise battleship Yamato wreckage", ذا جابان تايمز, 29 July 2015 "نسخة مؤرشفة". مؤرشف من الأصل في 2017-06-02. اطلع عليه بتاريخ 2019-09-15.{{استشهاد ويب}}:  صيانة الاستشهاد: BOT: original URL status unknown (link)
8. ↑  The Imperial Navy's Final Sortie نسخة محفوظة 9 يناير 2020 على موقع واي باك مشين.
9. ↑  Hara, Japanese Destroyer Captain, 274.
10. 1 2  Feifer, The Battle of Okinawa, 7.
11. ↑  Minear, Requiem, xiii.
12. ↑  Yoshida, Requiem, 6–7.
13. 1 2  Yoshida, Requiem, 62.
14. 1 2 3  Hara, Japanese Destroyer Captain, 277.
15. ↑  Yoshida, Requiem, 15.
16. ↑  Spurr, A Glorious Way to Die, 162–165.
17. ↑  "The Final Voyage: 'The Fate of the Empire hangs on this battle'". مؤرشف من الأصل في 22 سبتمبر 2017. اطلع عليه بتاريخ 8 سبتمبر 2017.
18. ↑  Kugel، Herb (2 مايو 2017). "Death of the Battleship: Sinking the Yamato and Musashi". WarfareHistoryNetwork.com. مؤرشف من الأصل في 2018-08-27. اطلع عليه بتاريخ 2018-08-22.
19. ↑  Yoshida, Requiem, 30.
20. ↑  Skulski, The Battleship Yamato, 12. The eight Japanese destroyers involved in the operation were: Isokaze, Hamakaze, Yukikaze, Kasumi, Hatsushimo, Asashimo, Fuyutsuki and Suzutsuki.
21. ↑  Yoshida, Requiem, 47–49.
22. ↑  Triumph in the Pacific by E.B. Potter, also History of United States Naval Operations in World War II by صموئيل ألين موريسون.
23. 1 2 3  Gandt، Robert (4 أغسطس 2011). "Killing the Yamato". HistoryNet.com. مؤرشف من الأصل في 2019-06-13. اطلع عليه بتاريخ 2018-08-22.
24. ↑  Order of Battle - Final Sortie of the Imperial Japanese Navy - 7 April 1945 نسخة محفوظة 11 يوليو 2017 على موقع واي باك مشين.
25. ↑  Authors Garzke and Dulin speculate that the likely outcome of a battle between these two surface forces would have been a victory for the Allies, but at a serious cost due to the large margin of superiority Yamato held over the American battleships in firepower (460 mm vs. 356 mm), armour and speed (27 عقدة (50 كم/س؛ 31 ميل/س) vs. 21 عقدة (39 كم/س؛ 24 ميل/س). (Garzke and Dulin (1985)), p. 60.
26. 1 2 3  Nova: Sinking the Supership.
27. ↑  Garzke and Dulin (1985), pp. 60–61.
28. ↑  Yoshida, Requiem, 62–64.
29. ↑  Yoshida, Requiem, 74.
30. 1 2 3 4 5  CombinedFleet.com
31. ↑  Hara, Japanese Destroyer Captain, 298.
32. ↑  Yoshida, Requiem, 66.
33. ↑  Yoshida, Requiem, 78.
34. ↑  Yoshida, Requiem, 80.
35. ↑  Yoshida, Requiem, 82.
36. ↑  Feifer, The Battle of Okinawa, 17–25.
37. ↑  Yoshida, Requiem, 83.
38. ↑  Imperial Battleships نسخة محفوظة 2 يونيو 2019 على موقع واي باك مشين.
39. ↑  Yoshida, Requiem, 95–96.
40. ↑  Yoshida, Requiem, 108.
41. 1 2  Yoshida, Requiem, 118.
42. ↑  Skulski, The Battleship Yamato, 13.
43. ↑  Jentshura, p. 39 says that 2,498 Yamato crewmen died. CombinedFleet.com says 3,063 on Yamato died. One possible reason for part of the discrepancy in the numbers is that Admiral Itō's staff may not have been included in the total ship's complement. Abe, Saburo, Tokko Yamato Kantai (The Special Attack Fleet Yamato)", Kasumi Syuppan Co. 1995, gives the following breakdown in deaths for the Japanese in the operation: Yamato- 3056 killed, 276 survivors; Yahagi- 446 killed; Isokaze- 20 killed; Hamakaze- 100 killed; Yukikaze- 3 killed; Kasumi- 17 killed; Asashimo- 326 killed (all hands); Fuyutsuki- 12 killed; Suzutsuki- 57 killed.
44. ↑  Yoshida, Requiem, 140.
45. ↑  "Then the Americans started to shoot with machine guns at the people who were floating, so we all had to dive under." Naoyoshi Ishida؛ Keiko Bang (سبتمبر 2005). "Survivor Stories: Ishida". Sinking the Supership. NOVA. مؤرشف من الأصل في 2018-08-25.
46. ↑  Hara, Japanese Destroyer Captain, 301.
47. ↑  Yoshida, Requiem, 144.
48. ↑  Hara, Japanese Destroyer Captain, 304.
49. ↑  Hara, Japanese Destroyer Captain, 281.
50. ↑  Minear, Requiem, xiv.
51. ↑  Feifer, The Battle of Okinawa, 410–430.
52. ↑  "Uchû senkan Yamato". قاعدة بيانات الأفلام على الإنترنت. 1990–2009. مؤرشف من الأصل في 2017-02-23. اطلع عليه بتاريخ 2009-03-26.; "Otoko-tachi no Yamato". قاعدة بيانات الأفلام على الإنترنت. 2005. مؤرشف من الأصل في 2018-09-17. اطلع عليه بتاريخ 2009-03-26.
53. ↑  Minear, Requiem, xvii.
54. ↑  وكالة جيجي للأنباء، "Yamato survivor, 87, recalls doomed mission", ذا جابان تايمز, 20 August 2015 "نسخة مؤرشفة". مؤرشف من الأصل في 2017-06-02. اطلع عليه بتاريخ 2019-07-13.{{استشهاد ويب}}:  صيانة الاستشهاد: BOT: original URL status unknown (link)
55. ↑  Faith Aquino (2 أغسطس 2013). "Replica of WWII battleship Yamato on display at hometown museum". Japandailypress.com. مؤرشف من الأصل في 2016-09-20. اطلع عليه بتاريخ 2016-08-22.
56. ↑  Otoko-tachi no Yamato (2005) - IMDb نسخة محفوظة 17 سبتمبر 2018 على موقع واي باك مشين.
57. ↑  Battle for Okinawa   1 April–22 June 1945  نسخة محفوظة 31 مايو 2019 على موقع واي باك مشين. [وصلة مكسورة]
58. ↑  Allied Order of Battle for Operation Downfall By Ryan Crierie with significant input from Trent Telenko نسخة محفوظة 28 فبراير 2019 على موقع واي باك مشين.
59. ↑  Battle of Okinawa WORLD WAR II نسخة محفوظة 2 أبريل 2019 على موقع واي باك مشين.
60. ↑  Morison 1960, pp. 372-388
61. ↑  Morison 1960, p. 202

### معلومات المراجع كاملة
- Abe, S. (1994). 特攻大和艦隊 [Special Attack Fleet Yamato] (باليابانية). Shinjuku: Tatsumi Publishing Co. ISBN:9784876022113. {{استشهاد بكتاب}}: الوسيط |ref=harv غير صالح (help)
- Feifer، G. (2001). "Operation Heaven Number One". The Battle of Okinawa: The Blood and the Bomb. The Lyons Press. ISBN:1-58574-215-5.
- Garzke، W. H.؛ Dulin، R. O. (1985). Battleships: Axis and Neutral Battleships in World War II. Annapolis: Naval Institute Press. ISBN:0-87021-101-3.
- Hara، Tameichi (1961). "The Last Sortie". Japanese Destroyer Captain. New York & Toronto: Ballantine Books. ISBN:0-345-27894-1.
- Jentschura، Hansgeorg؛ Jung, Dieter؛ Mickel, Peter (1977). Warships of the Imperial Japanese Navy, 1869-1945. Annapolis: United States Naval Institute. ISBN:0-87021-893-X.
- Morison، Samuel Eliot (1960). Victory in the Pacific, 1945: Volume XIV of History of United States Naval Operations in World War II. Boston: Little, Brown and Co. ISBN:0-7858-1315-2.
- Ōi، A. (1992). Kaijo Goeisen. Asahi Sonorama. ISBN:4-05-901040-5.
- Skulski، J. (1989). The Battleship Yamato. Annapolis: Naval Institute Press. ISBN:0-87021-019-X.
- Spurr، R. (1995). A Glorious Way to Die. Newmarket Press. ISBN:1-55704-248-9.
- Yoshida، M.؛ Minear، R. H. (1999). Requiem for Battleship Yamato. Annapolis, Maryland: Naval Institute Press. ISBN:1-55750-544-6.

## وصلات خارجية
- الغارة الأخيرة للبحرية الإمبراطورية اليابانية (عملية تن-غو).
- سفينة ياماتو اليابانية: سجل جدولي للحركة.
- القصة المأساوية لسفينة ياماتو اليابانية: أقوى وأضخم سفينة حربية في العالم.